# Storia della Puglia
La storia della Puglia riguarda le vicende storiche relative alla Puglia, regione dell'Italia meridionale.

## La preistoria

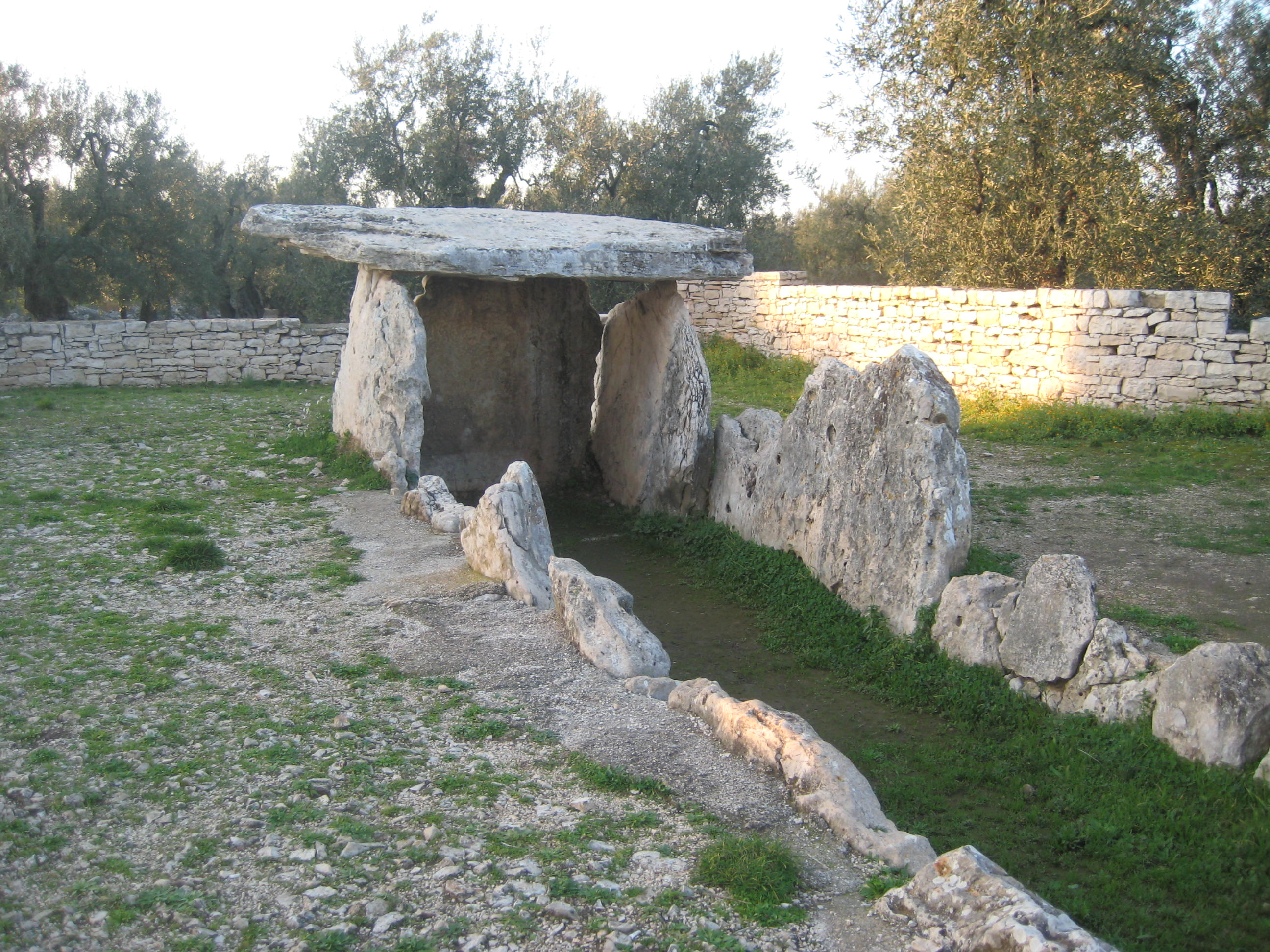
Bisceglie, il Dolmen della Chianca

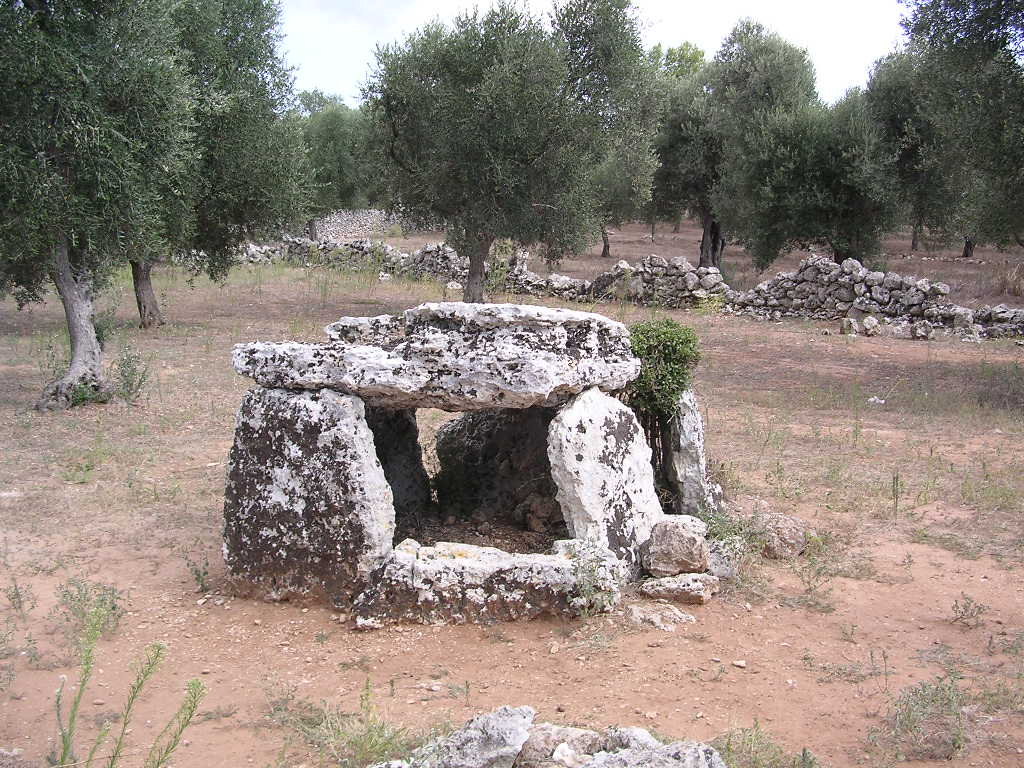
Melendugno, il Dolmen Placa

L'insediamento umano in Puglia risale al Paleolitico inferiore; il sito archeologico preistorico di Pirro Nord ha restituito  importanti resti faunistici e strumenti litici olduvaiani, datati a 1 500 000 milioni di anni dal presente (BP - Before Present in inglese), che ne farebbe il più antico insediamento umano in Europa, anche se più recentemente è stato datato a 800 000 anni BP.
Nella grotta del Cavallo nel Salento sono stati ritrovati due denti datati ad un periodo compreso tra 43 000 e i 41 000 anni BP, attribuiti ai primi esseri umani moderni europei (EEMH, da European early modern humans in inglese), i più antichi fossili di Homo sapiens finora ritrovati in Italia, associati alla cultura archeologica uluzziana.
La grotta Paglicci sul Gargano ha restituito migliaia di reperti litici, e i resti di due donne EEHM vissute 30000 anni BP, attestando la presenza umana da 39 000 a 13 300 anni BP; un'altra notevole testimonianza dei "primi pugliesi" è rappresentata da Delia, un ominide donna vissuta 28 000 dal presente, scoperta ad Ostuni, che conservava in grembo i resti di un feto in fase terminale, un evento quantomai raro nella storia della ricerca archeologica.
Altre scoperte archeologiche sono quelle di alcune statue ossee, datate a 20 000 anni BP, rinvenute nella Grotta delle Veneri presso Parabita, le quali dimostrano l'esistenza in epoca gravettiana di culti della fertilità, mentre nella  grotta Le Mura a Monopoli, sono stati ritrovati resti fossili di un bambino di circa un anno e mezzo di vita datato a 17 000 anni BP. Queste, ed altri rinvenimenti riferibili all'epigravettiano, che testimoniano la presenza umana prima, durante e dopo il periodo dell'ultimo massimo glaciale, portano ad ipotizzare che i siti pugliesi abbiano fornito un rifugio glaciale ai primi esseri umani moderni europei (EEMH-da European early modern humans in inglese) migrati fin qui in conseguenza dei forti cambiamenti climatici legati all'ultima glaciazione d'Europa.
In località Passo di Corvo, alle porte di Foggia, sorge il sito archeologico del Neolitico più grande e tra i più datati d'Europa (dal VI al IV millennio a.C.). In questa area, dal Medioriente, giunse in Italia la pratica dell'agricoltura, favorita dalla fertilità del tavoliere di Puglia. Nella stessa città di Foggia sono stati trovati altri siti neolitici: nell'area della villa comunale, nell'ex ippodromo ed in località Pantano, tra i quartieri Ordona Sud, San Lorenzo e Salice Nuovo. Durante il calcolitico si afferma l'importante cultura di Laterza
Numerosi nella regione i graffiti come quelli della Grotta Romanelli, presso Castro, e della Grotta dei Cervi, presso Porto Badisco. Recenti scavi effettuati a Roca Vecchia hanno inoltre evidenziato un imponente sistema di fortificazioni risalente all'età del bronzo (XV-XI secolo a.C.). Nella stessa area si trova un altro sito archeologico importante: la grotta della Posia piccola, riscoperta dagli archeologi nel 1983; essa si sviluppa circolarmente su una superficie di 600 m² e reca numerosissime iscrizioni votive, talvolta sovrapposte, di epoche e civiltà differenti, che risalgono all'VIII-II secolo a.C. Altre importanti testimonianze ancestrali sono rappresentate da alcune costruzioni megalitiche, soprattutto nel Salento, come i dolmen, menhir e specchie, che nei secoli successivi furono adibite al culto del Cristianesimo.

## Prima dei Romani

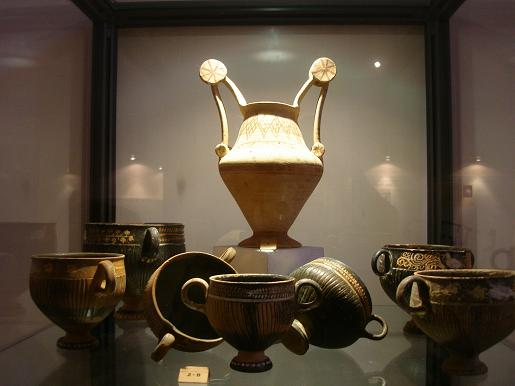
Oria, ceramica messapica, Centro documentazione messapica

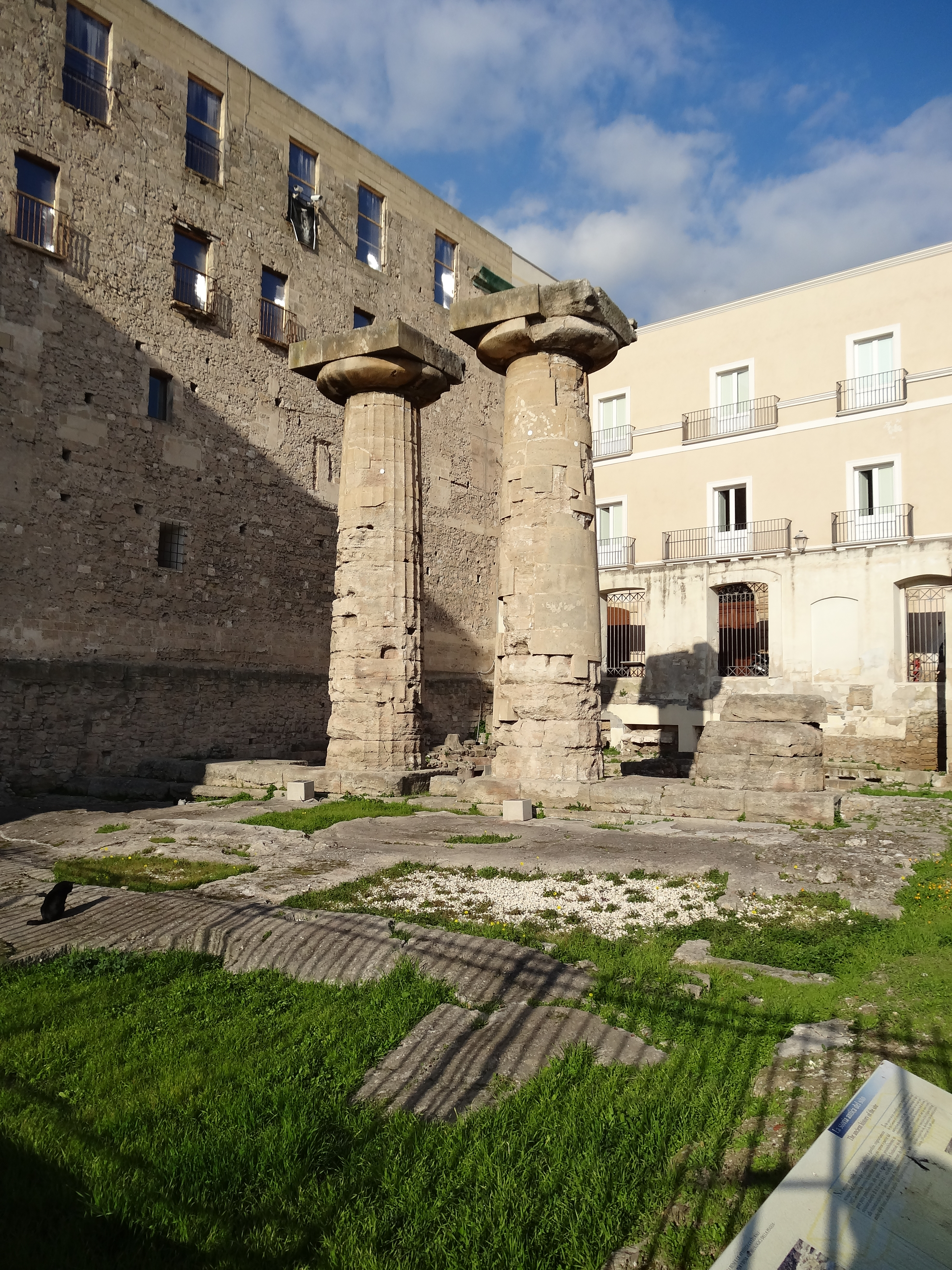
Taranto, le colonne doriche

L'antica Iapigia, popolata prevalentemente dall'omonimo popolo, comprendeva i territori della Daunia (la Puglia settentrionale), della Peucezia (Puglia centrale) e della Messapia (Penisola salentina); il Salento costituiva però un territorio multietnico, in quanto popolato contestualmente dai Messapi (di schietta stirpe iapigia), dai Calabri, dai Sallentini e dai Greci (questi ultimi stanziati nella colonia di Taras). Di contro, i monti della Daunia erano saldamente in mano ai Sanniti e agli Irpini; il più rilevante tra i loro numerosi oppida dovette essere Vescellium, citato da Livio e da Plinio.
I Dauni svilupparono una ricca cultura peculiare, non priva però di contatti con altre popolazioni vicine sia greche che indigene, seppur mantenne una sua precisa "indipendenza" culturale. Tra i reperti più significativi di questa civiltà spiccano senz'altro le famose steli daunie, blocchi lapidei scolpiti risalenti al VI secolo a.C., trovate nella piana sud di Siponto, presso Manfredonia, e oggi conservate nel Museo nazionale di quella città. Rappresentano figure umane maschili e femminili fortemente stilizzate ed erano infisse verticalmente nel terreno, in corrispondenza delle sepolture di coloro che raffiguravano.
I principali centri dauni erano Tiati (presso San Paolo di Civitate), Casone (presso San Severo), Luceria (Lucera), Monte Saraceno (presso Mattinata), Siponto, Coppa Nevigata, Cupola, Salapia (parzialmente in agro di Cerignola), Arpi (presso Foggia), Aecae (presso Troia), Vibinum (Bovino), Herdonia (Ordona), Ausculum (Ascoli Satriano), Canosa e Venosa, quest'ultima nell'attuale Basilicata.
I Peuceti abitavano il territorio che occupava la parte centrale dell'Apulia, corrispondente più o meno all'attuale provincia di Bari, in un'epoca in cui l'attuale capoluogo pugliese era ancora un centro minore, soprattutto rispetto alle fiorenti città di Canosa, Silvium (l'odierna Gravina in Puglia), Ruvo di Puglia, Bitonto, Azetium (l'odierna Rutigliano), Norba e Trani.
La penisola salentina, dai greci anticamente chiamata Messapia (cioè "Terra fra due mari"), era abitata da Messapi, Calabri e Sallentini. Le città principali, oggi ricordate come dodecapoli messapica per assimilazione con la dodecapoli etrusca, erano in realtà almeno 13: Alytia (Alezio), Ozan (Ugento), Brention/Brentesion (Brindisi), Hyretum/Veretum (Vereto), Hodrum/Idruntum (Otranto), Kaìlia (Ceglie Messapica), Manduria, Mesania (Mesagne), Neriton (Nardò), Orra (Oria), Cavallino (non si hanno notizie certe del nome antico), Thuria Sallentina (Roca Vecchia) e, ai limiti settentrionali della penisola, l'importante città di Egnazia.
La fondazione della città di Taras, importantissimo porto della Magna Grecia, è datata tradizionalmente al 706 a.C., in seguito al trasferimento di alcuni coloni Spartani in questa zona per necessità di espansione o per ragioni legate al commercio. La colonia tarantina Taras intrattenne lunghi rapporti conflittuali con le popolazioni messapiche. Ad esempio, Erodoto narra dello sterminio degli eserciti di Tarentini e Reggini avvenuto nel 473 a.C. ad opera dell'alleanza stipulata tra Messapi e Lucani.
Nel V secolo a.C. Taras si allineò alla politica di Sparta, e visse il periodo di maggiore floridezza durante il governo settennale di Archita, che segnò l'apice dello sviluppo ed il riconoscimento di una superiorità politica sulle altre colonie dell'Italia meridionale. Risale a quel periodo l'occupazione dell'isola su cui sorgerà la futura Gallipoli, che i Tarantini utilizzarono come scalo commerciale. Dal 343 a.C. al 338 a.C. i Tarantini si scontrarono nuovamente con i Messapi, rimediando una sconfitta che culminerà con la morte del Re spartano Archidamo III, accorso in aiuto della città magno-greca.

## Il periodo romano

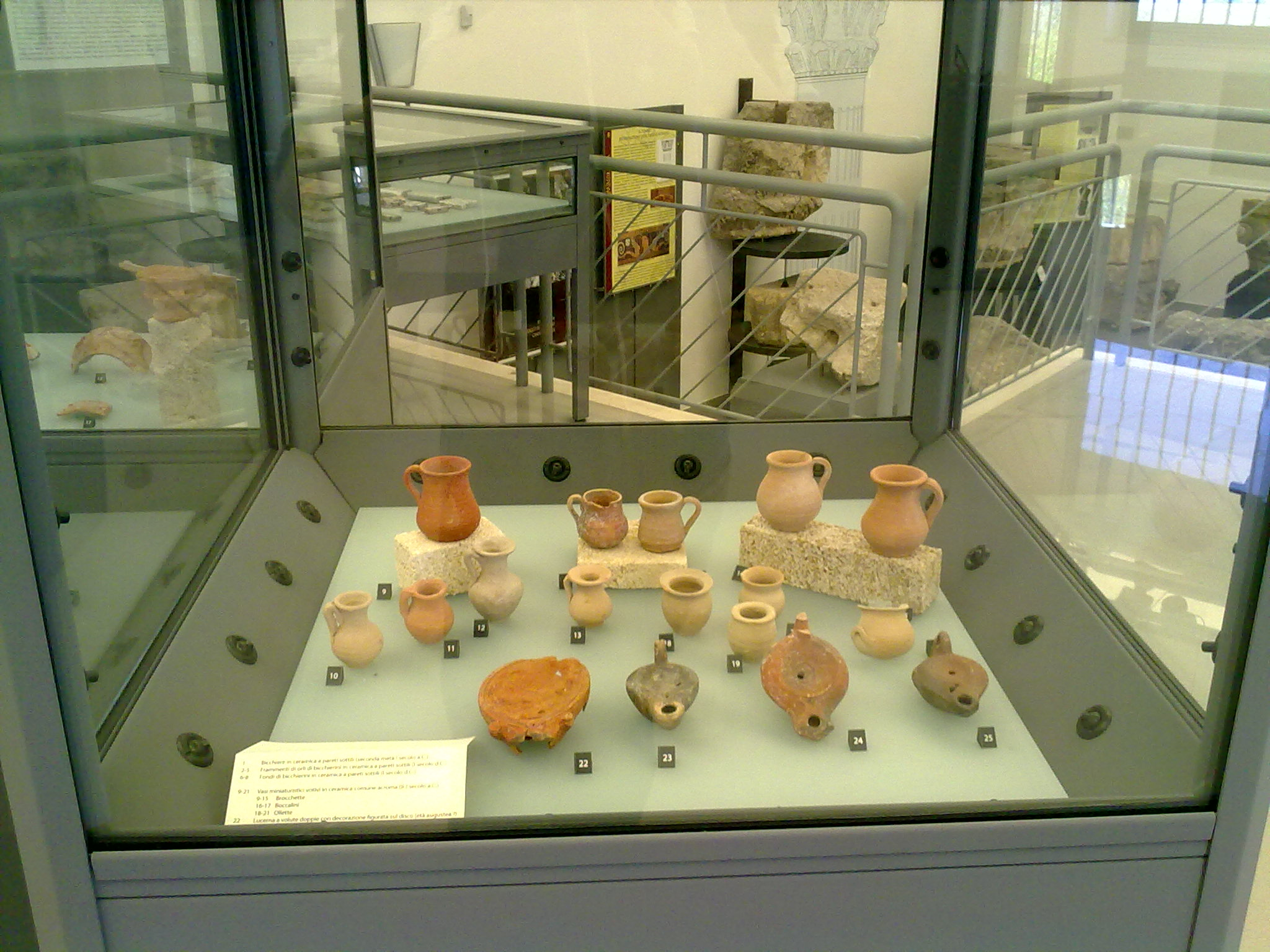
Canosa di Puglia, i reperti dell'antiquarium di San Leucio

I Romani conquistarono la regione nel corso delle guerre contro i Sanniti e contro Pirro tra il IV e il III secolo a.C. Per tutte le città della Puglia si preparava la conquista dei Romani, conclusasi nel 266 a.C., i quali ben presto si accorsero della posizione strategica della regione che, con il porto di Brindisi, rappresentava la via per la conquista dei Balcani e della Grecia.

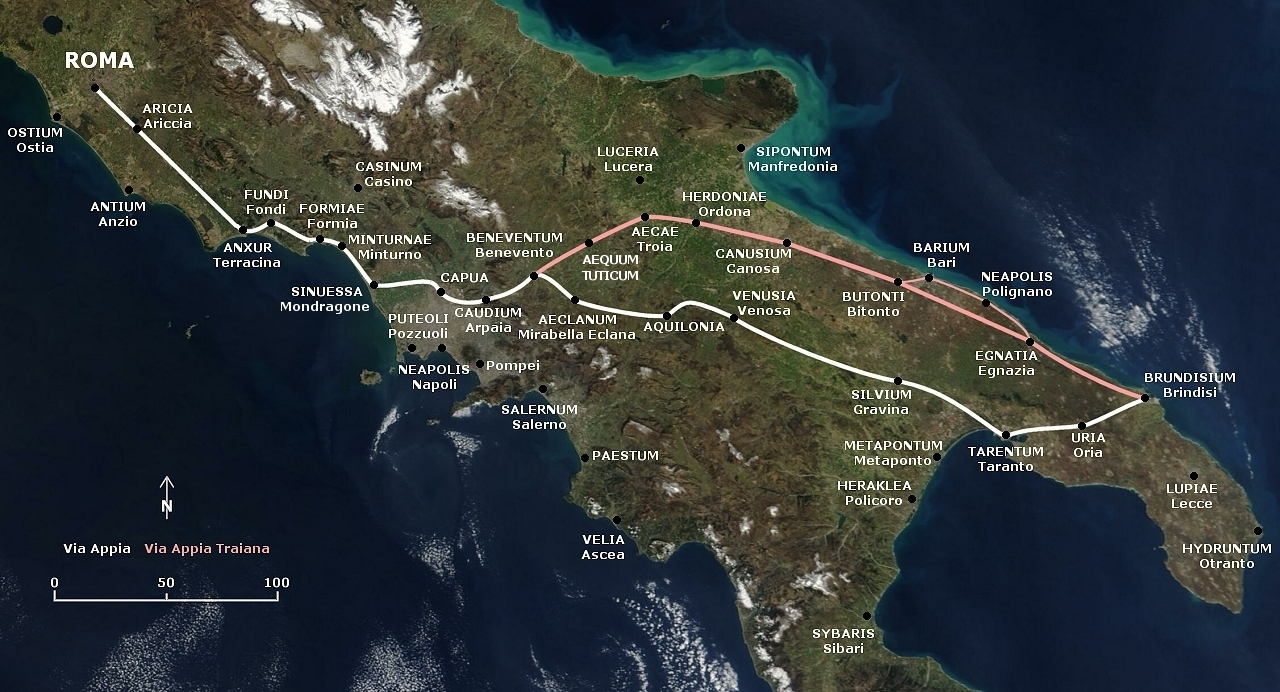
La Via Appia e la Via Appia Traiana

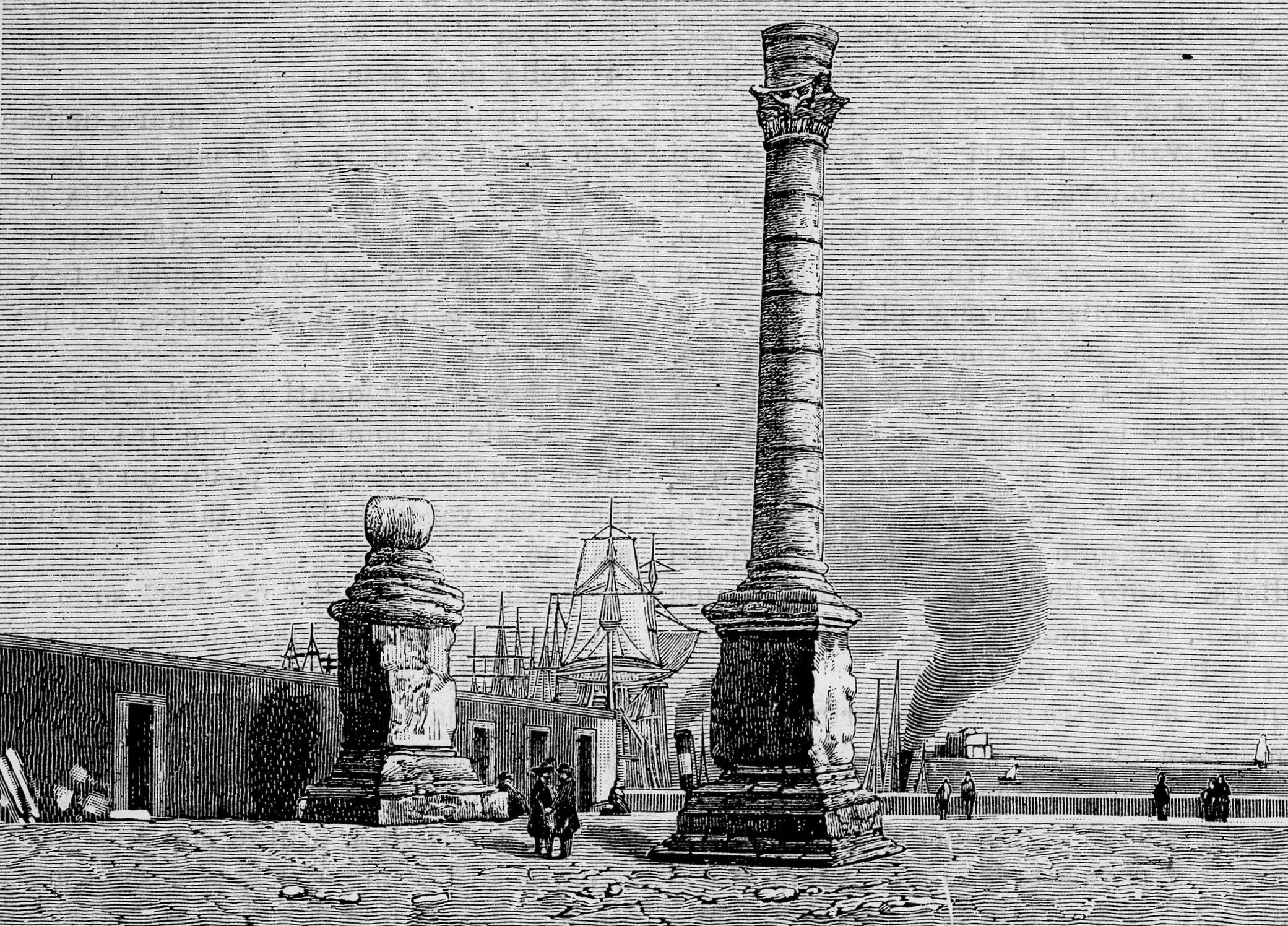
Brindisi, le colonne che segnavano il termine della Via Appia, xilografia

La Puglia centro-settentrionale fu attraversata durante il periodo imperiale dalla via Traiana, che univa Benevento a Brindisi passando per Herdonia; di tale città rimangono i resti del fiorente centro romano, in particolar modo del macellum, del foro, delle terme oltre che della stessa via Traiana, che successivamente attraversava anche la città romana di Canusium. Testimonianze documentate da Strabone e Plinio il Vecchio indicano inoltre la presenza sul Gargano di una città, Uria, che probabilmente svolgeva un ruolo importante nel periodo romano dato che aveva il permesso di coniare moneta.
Bari, una volta conquistata, godette della qualifica di "municipium cum suffragio", status che offriva la possibilità di legiferare e creare delle proprie istituzioni, pur dipendendo di fatto da Roma; la città poté creare una zecca e realizzò un pantheon, dedicato alle sue divinità pagane.
Nel III secolo a.C. Taranto, orgogliosa della sua origine greca, cercò di ostacolare le mire espansionistiche di Roma nell'Italia meridionale e strinse un'alleanza con Pirro, Re dell'Epiro e nipote di Alessandro Magno. Gli scontri tra Epiroti e Romani cominciarono nel 280 a.C., e furono sempre durissimi e costosi in termini di vite umane. Con il ritiro epirota determinato dalla sconfitta di Maleventum, i Tarantini chiamarono allora una flotta cartaginese a sostegno, affinché li aiutasse a liberarsi del presidio lasciato da Pirro. Per tutta risposta la città fu consegnata al console romano Lucio Papirio Cursore, e così Taranto cadde in potere dei Romani nel 272 a.C. Diventato presidio romano, la città fu citata da numerosi autori classici come luogo di divertimento della gioventù romana.
Brindisi, intorno al 240 a.C., venne elevata al rango di municipio e ai brindisini fu riconosciuta la prestigiosa cittadinanza romana. La città adriatica divenne un porto trafficatissimo e caposcalo per l'Oriente e la Grecia, infatti molti romani illustri transitarono da Brindisi, diretti in Grecia. Cicerone scrisse le "Lettere Brindisine" e Marco Pacuvio realizzò alcune sue tragedie; a Brindisi morì Virgilio, mentre tornava da un viaggio in Grecia.
Con la conquista romana, avvenuta tra il 269 a.C. e il 267 a.C., Lecce latinizzò il suo nome in Lupiae, passando da statio militum (stazione militare) a municipium (comunità cittadina affiliata a Roma). La città conobbe un periodo di notevole magnificenza sotto la guida dell'Imperatore Marco Aurelio. Il nucleo cittadino si spostò poi di circa 3 km a nord-est e prese il nome di Licea o Litium. La nuova città fiorì in epoca adrianea e venne arricchita di un teatro e di un anfiteatro e collegata al Porto Adriano (oggi San Cataldo).
La Puglia si latinizzò a tal punto da contribuire alla nascita della letteratura latina con figure di spicco quali Livio Andronico, Quinto Ennio e Marco Pacuvio.
Il dominio romano favorì la realizzazione di importanti infrastrutture e opere pubbliche. Fu costruita la via Appia che, passando da Taranto e Oria terminava di fronte al porto di Brindisi: la fine della Regina Viarum è segnata ancora oggi da due imponenti colonne. Da Brindisi partiva anche la via Traiana, la quale passava da Egnazia (città che segnava il confine del territorio messapico e l'inizio di quello peuceta), Bitonto, Ruvo, Canosa ed Herdonia, per poi ricollegarsi alla via Appia nei pressi di Benevento.

## Gli Ostrogoti e la prima colonizzazione bizantina
Con la caduta dell'Impero romano d'Occidente, la Puglia fu sconvolta da una serie di guerre che interessarono Bizantini, Ostrogoti, Longobardi e Saraceni.
Dapprima l'Italia fu conquistata dagli Ostrogoti di Teodorico che ne detennero il controllo fino alla prima colonizzazione bizantina, quando a seguito della guerra bizantino-gotica (535 - 553) voluta da Giustiniano I per riconquistare le terre occidentali un tempo appartenute a Roma, Belisario prima e poi Narsete procedettero alla conquista dell'intera penisola. Durante le guerre furono distrutte e depredate città come Arpi ed Herdonia, mentre Totila, re degli Ostrogoti, creò successivamente un forte presidio a Taranto.
Il generale bizantino Narsete, successore di Belisario, sconfisse Totila e completò la conquista della penisola.

## L'avanzata longobarda
Nel 568 ci fu una seconda invasione dell'Italia ad opera dei Longobardi di Alboino che conquistarono pian piano gran parte dell'Italia.
Nella primavera del 663 il Basileus Costante II Eraclio sbarcò a Taranto con una flotta, e strappò ai Longobardi la città, le Murge, il Salento e il Gargano. Tornato l'Imperatore a Costantinopoli, i Longobardi ripresero la lotta, prima col duca Grimoaldo, e poi con il di lui figlio Garibaldo, che nel 686 riconquistò Taranto e Brindisi. Intanto i Longobardi, sebbene ad oggi non si conoscano i modi e i tempi, conquistarono la Puglia e il Bruttium settentrionali con incursioni anche più a sud. Brindisi era stata distrutta nel 674 dai Longobardi di Benevento guidati da Romualdo, e nel IX secolo fu sede, nel sito di Torre Guaceto, di un campo trincerato saraceno. Ripresa dai Bizantini, ne restò in possesso sino alla conquista normanna nel 1070.
Nella prima metà del VII secolo, i Longobardi erano giunti poco più a sud dell'Ofanto. L'ulteriore avanzata fino alla soglia messapica sarebbe avvenuta successivamente con Romualdo I. La penisola salentina divenne una terra di confine fra Longobardi e Bizantini. Questi ultimi, intorno al VII secolo, fondarono il ducato di Calabria, aggregando la regione del Bruzio (l'attuale Calabria) alle terre che già possedevano nel Salento. Fu in questa occasione che il nome Calabria finì per designare l'odierna regione calabrese, mentre il Salento venne progressivamente conquistato dai Longobardi che finirono per prendere anche la capitale del ducato, Otranto.
Nel 757, nel periodo in cui Longobardi e Bizantini stipularono la pace e si spartirono il territorio, la città idruntina venne restituita all'Impero insieme alla parte meridionale del Salento, ma ormai la trasmigrazione del nome Calabria era compiuta.

## I Saraceni e la seconda colonizzazione bizantina

L'Impero Bizantino sotto Basilio II Bulgaroctono nel 1025

L'inizio del IX secolo fu caratterizzato invece dalle lotte interne che indebolirono il potere longobardo.
Già dall'VIII secolo iniziarono inoltre le scorrerie dei Saraceni, che dureranno fino all'anno 1000. Nell'840 Taranto fu conquistata dai Saraceni che divenne la principale base delle scorrerie nell'alto Adriatico. Nell'847 fu la volta di Bari che divenne un vero e proprio emirato. Bari fu conquistata nell'871 dai Longobardi e nell'876 dai Bizantini e divenne il maggior centro politico, militare e commerciale dell'Impero romano d'Oriente, in Italia. Nell'871, e successivamente nell'875, Taranto accolse le truppe musulmane destinate al saccheggio della Campania e della Puglia. Nell'880 l'Imperatore Basilio I il Macedone, deciso a sottrarre ai Saraceni le terre pugliesi, inviò due eserciti guidati dai generali Procopio e Leone Apostippo ed una flotta navale al comando dell'ammiraglio Nasar: bloccata la via del mare dalla flotta bizantina, i musulmani, al comando di ‘Othman, vennero sconfitti, e così Taranto fu sottratta al loro dominio. Nel 975 il catapano bizantino Zaccaria sconfisse presso Bitonto i Saraceni e uccise il loro capo, Ismaele. Bari dall'anno 1000 subì i tremendi assalti dei Saraceni: il più grave di questi avvenne nell'anno 1002, un lungo assedio da cui Bari venne liberata grazie all'intervento della flotta veneziana, guidata dal doge Pietro II Orseolo. In seguito venne costruita la chiesa di chiesa di San Marco dei Veneziani.
Nella seconda metà del IX secolo si venne concretizzando quella che rappresenta la seconda colonizzazione bizantina: gran parte del sud Italia venne cioè riconquistato dai bizantini e fu diviso in tre themi: Calabria, Lucania, Langobardia. La vecchia "Calabria", ossia l'odierno Salento, sarà parte del thema di Langobardia. Nome, questo, che, al contrario di quanto era accaduto nella regione calabrese, non si affermò in modo stabile. L'impero bizantino, favorì l'immigrazione di bizantini, in particolare nel sud del Salento, per ripopolare una zona considerata strategica. Le tracce di quell'antica migrazione sopravvivono tutt'oggi nell'isola linguistica della Grecìa salentina, dove si parla una lingua direttamente imparentata al greco. Nella Daunia, che assunse nel frattempo il nome di Capitanata (per via della presenza costante del catapano) Basilio Boiannes creò una cinta di città sul subappenino Dauno a difesa del confine occidentale, esposto a diverse invasioni. La stabilità politica, infine, portò alle città, soprattutto costiere, della Puglia centrale, un grande sviluppo commerciale, grazie al quale crebbero gli scambi con la Repubblica di Venezia che stava assumendo un ruolo sempre più importante.

## Periodo normanno

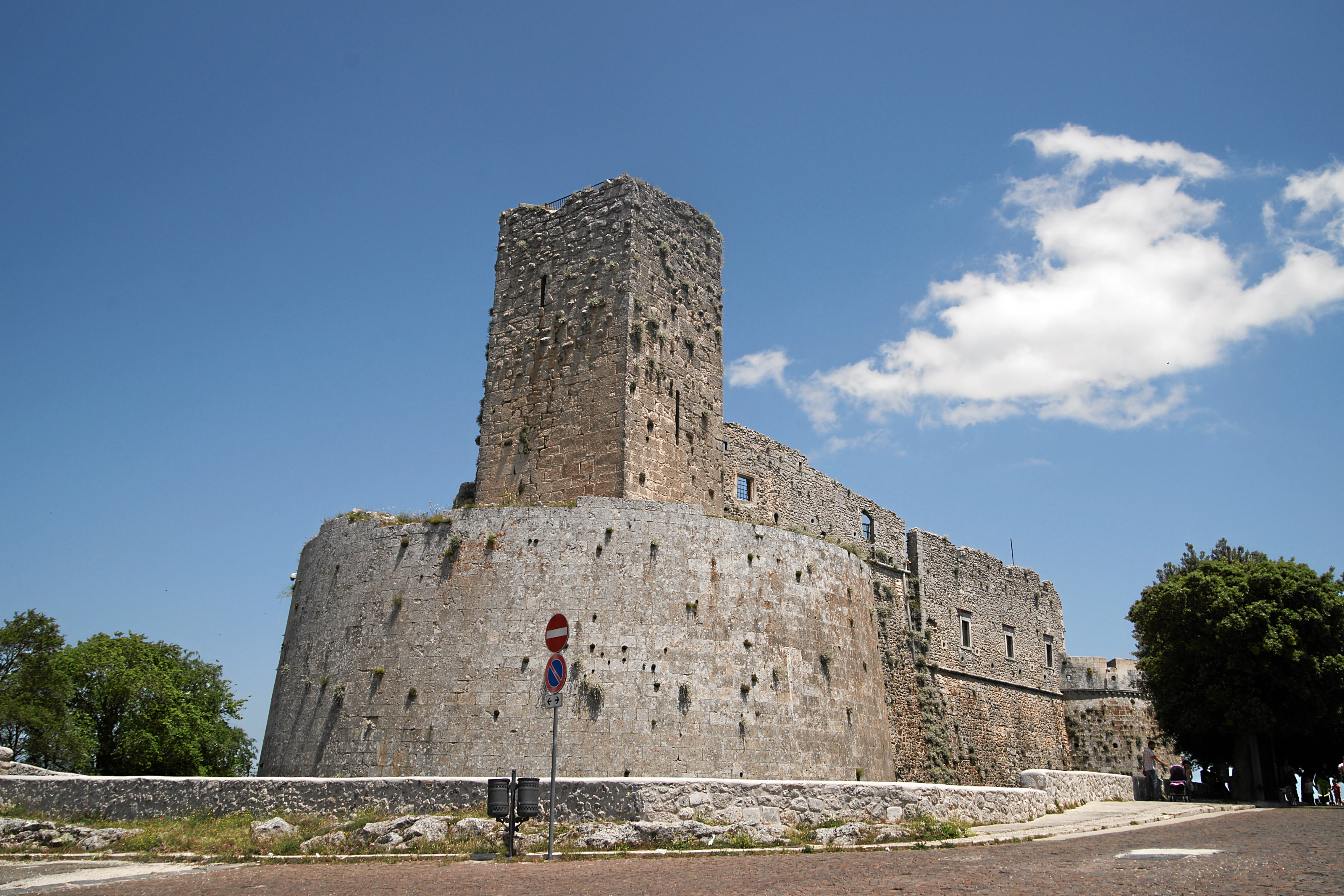
Monte sant'Angelo, il Castello

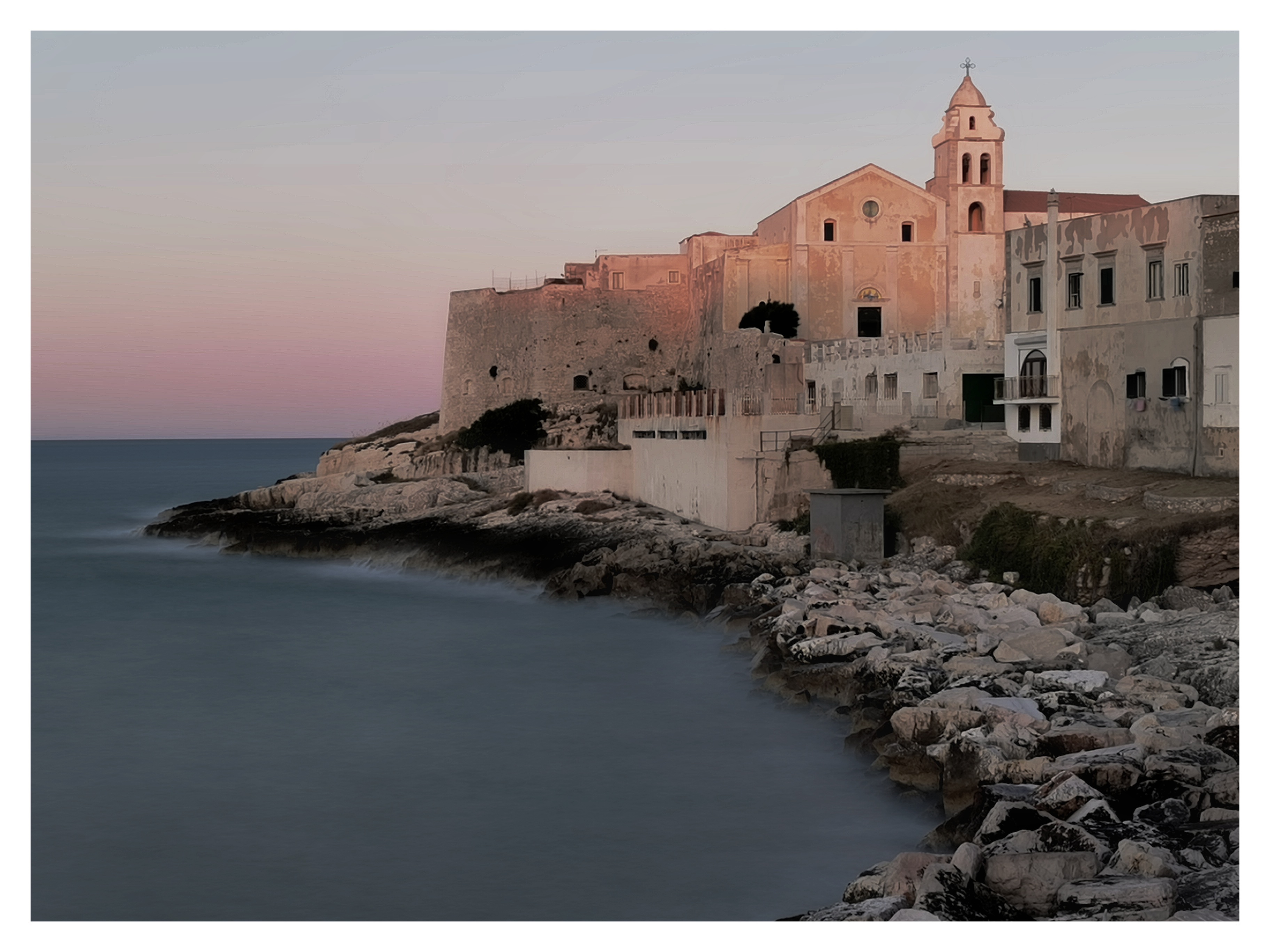
Vieste, l'abitato fortificato sul mare

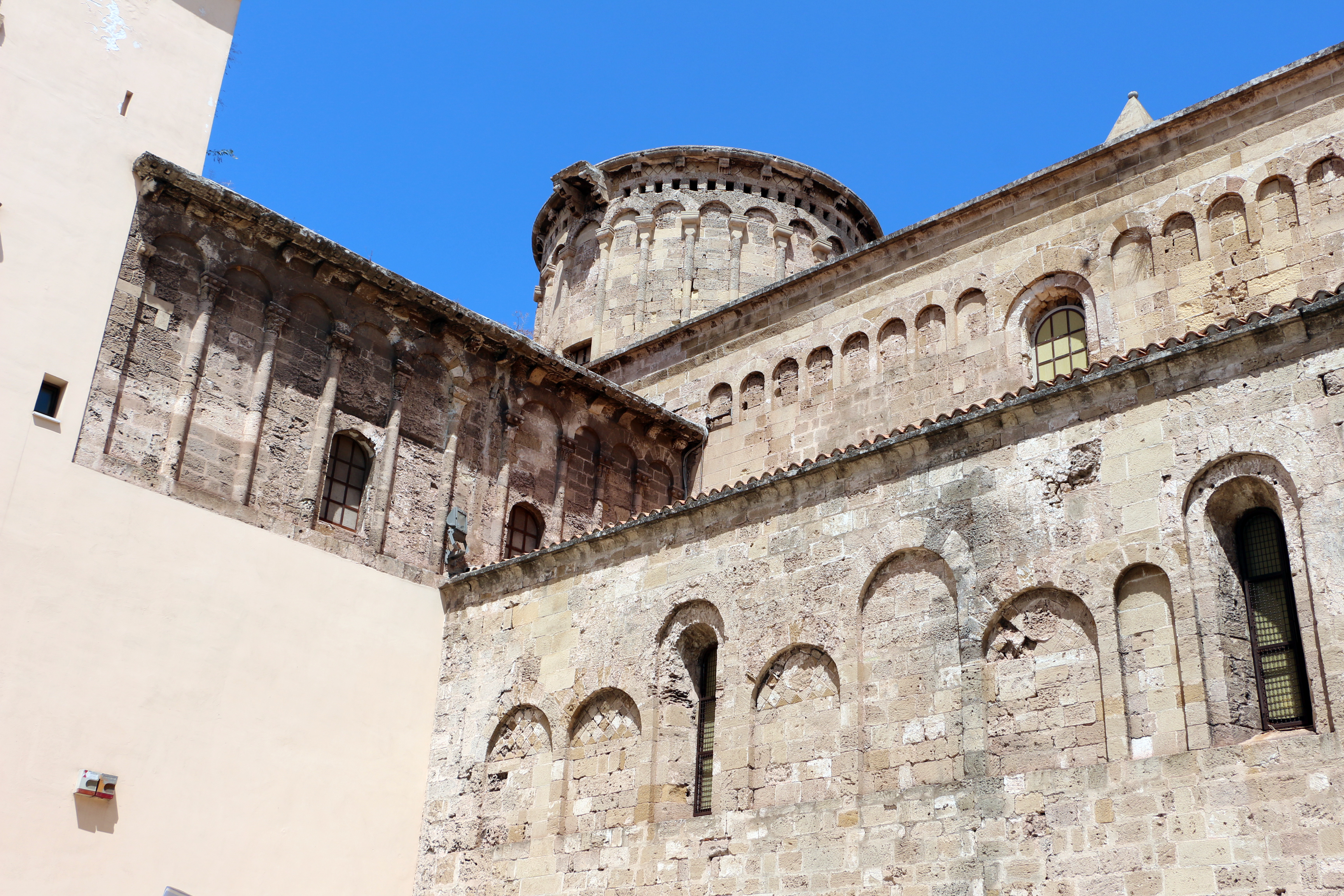
Taranto, il Duomo

Nel 1010 ci fu una rivolta guidata da Melo di Bari, nobile longobardo di cultura greca, a cui parteciparono le città Bari, Bitonto, Bitetto. La rivolta fu sedata ma segnò l'inizio della decadenza del dominio bizantino in Puglia. Con l'arrivo dei Normanni, il territorio al confine tra la Capitanata ed il Vulture è il luogo ove si combattono nel 1041 tre battaglie decisive: la battaglia di Montemaggiore, la battaglia di Olivento e la battaglia di Montepeloso (Irsina). I normanni e i longobardi alleati battono i Bizantini e si impossessano di gran parte del territorio del Catepanato d'Italia.
La Contea di Puglia è fondata da Guglielmo I d'Altavilla, nel settembre del 1042 a Melfi. Egli propone un'alleanza a Guaimario V, principe Longobardo di Salerno e a Rainulfo Drengot, conte di Aversa. Guaimario con Rainulfo e Guglielmo, si reca a Melfi e riunisce un'assemblea dei baroni Longobardi e Normanni, che termina al principio del 1043. Tutti offrono un omaggio come Vassalli a Guaimario, che riconosce a Guglielmo I d'Altavilla il primo titolo di conte di Puglia. Per legarlo a sé gli offre in moglie la nipote Guida, figlia del duca Guido di Sorrento. Nasce, così, la Contea di Puglia.
La Contea è un territorio non ancora omogeneo, acquisito a "macchia di leopardo". L'intera regione, ad eccezione di Melfi, è suddivisa in dodici baronie, costituite a beneficio dei capi normanni ed assegnate nei territori di Capitanata, Apulia e Irpinia, fino al Vulture dove Melfi ne è la sede. I Normanni dividono in dodici Contee le terre conquistate o da conquistare. Il Sovrano attribuisce i feudi secondo il rango ed il merito ed ognuno dei condottieri si dedicherà alla conquista di quanto concessogli.
In Capitanata, Guglielmo ha la signoria di Ascoli; Rodolfo ha Canne; a Gualtiero tocca Civitate. Nel Gargano, a Rodolfo di Babena è assegnata Monte Sant'Angelo. Nel Vulture, a Drogone d'Altavilla è affidata la Signoria di Venosa; a Tristaino Montepeloso (Irsina), a Asclettino I Drengot Acerenza e ad Attolino Lavello. In Apulia la Contea raggiunge due uniche località sul mare: Ugo Tuboeuf riceve Monopoli; Pietro ha Trani e a Ramfredo va Minervino, sulla Murgia. In Irpinia ad Erveo è affidata, infine, Frigento.
Il principe Guaimario V vanta i diritti su Melfi e nel 1044 impone ad Argiro (figlio di Melo da Bari) di ritornarsene a Costantinopoli: il condottiero s'imbarca alla volta della capitale imperiale. Nel 1046 muore Guglielmo I d'Altavilla, e gli succede il fratello minore Drogone, che media tra i Longobardi di Salerno ed il Clan Drengot, e ripristina l'alleanza. Guaimario V gli concede in sposa la sorella Gaitelgrima.
Enrico III nel 1047 a Capua legittima i possessi acquisiti: a Drogone d'Altavilla conferisce l'investitura e lo rende suo Vassallo e Conte di tutti i Normanni di Apulia e Calabria. L'imperatore riconosce in tal modo la Contea di Puglia.
Il papa Leone IX nel 1051 dichiara decaduta la stirpe longobarda in Benevento, affida a un rettore il governo della Città e convoca Drogone d'Altavilla e Guaimario V, affinché ne garantiscano la sicurezza ed impone il giuramento di sottomissione a Guaimario ed al genero, Drogone, il secondo Conte di Puglia.
Guaimario V nel 1052 viene assassinato a Salerno da una congiura organizzata dai cognati insieme ai Bizantini di Amalfi. Essi rapiscono Gisulfo II, figlio dello stesso Principe. Sfugge alla cattura il fratello di Guaimario, Guido di Sorrento, che si rivolge a Melfi dalla sorella e dal marito di lei, Umfredo I d'Altavilla. L'esercito dei Normanni accorre a Salerno e permette a Gisulfo di succedere al padre.
Le conquiste normanne turbano Leone IX e nel 1053 le sue forze subiscono una sconfitta nella battaglia di Civitate ad opera degli eserciti degli alleati Altavilla e Drengot. Essi imprigionano il Pontefice a Benevento; la sua liberazione è subordinata alla pace e al riconoscimento delle due Casate. Il papa riconosce la Contea di Puglia, si reca a Melfi e crea Umfredo suo Vassallo; consacra il Vassallaggio alla Chiesa del Guiscardo, che in cambio offre al papa la signoria su Benevento. È la svolta decisiva nella conquista nel Sud: diventa il braccio armato della Cristianità.
Ad agosto 1057 i Normanni si riuniscono a Melfi e Roberto il Guiscardo assume la tutela del giovane Abelardo, figlio di Umfredo I, ma presto disereda i nipoti e pretende il riconoscimento del titolo di (quarto) Conte di Puglia. Nel 1058 Roberto ripudia la prima unione con Alberada di Buonalbergo, madre di Boemondo e di Emma. e fa annullare le nozze, perché avvenute tra consanguinei. Per rinforzare l'alleanza con i Longobardi, si celebrano le nozze tra il guerriero Normanno e Sichelgaita. Questo evento apre alla Casa Altavilla le porte dell'aristocrazia e dall'unione nasce Ruggero chiamato Borsa, che tenterà di togliere a Boemondo la successione.
Nell'estate 1059 la Contea di Apulia è trasformata in Ducato: al Concilio di Melfi I il pontefice Niccolò II, eleva la Contea a Ducato di Puglia e l'affida alla Casata Altavilla. Il papa nomina Roberto il Guiscardo Duca di Puglia e Calabria, mediante accordi presi con il Trattato di Melfi e perfezionati con il Concordato di Melfi.

### Fine del dominio Bizantino e annessione al regno di Sicilia

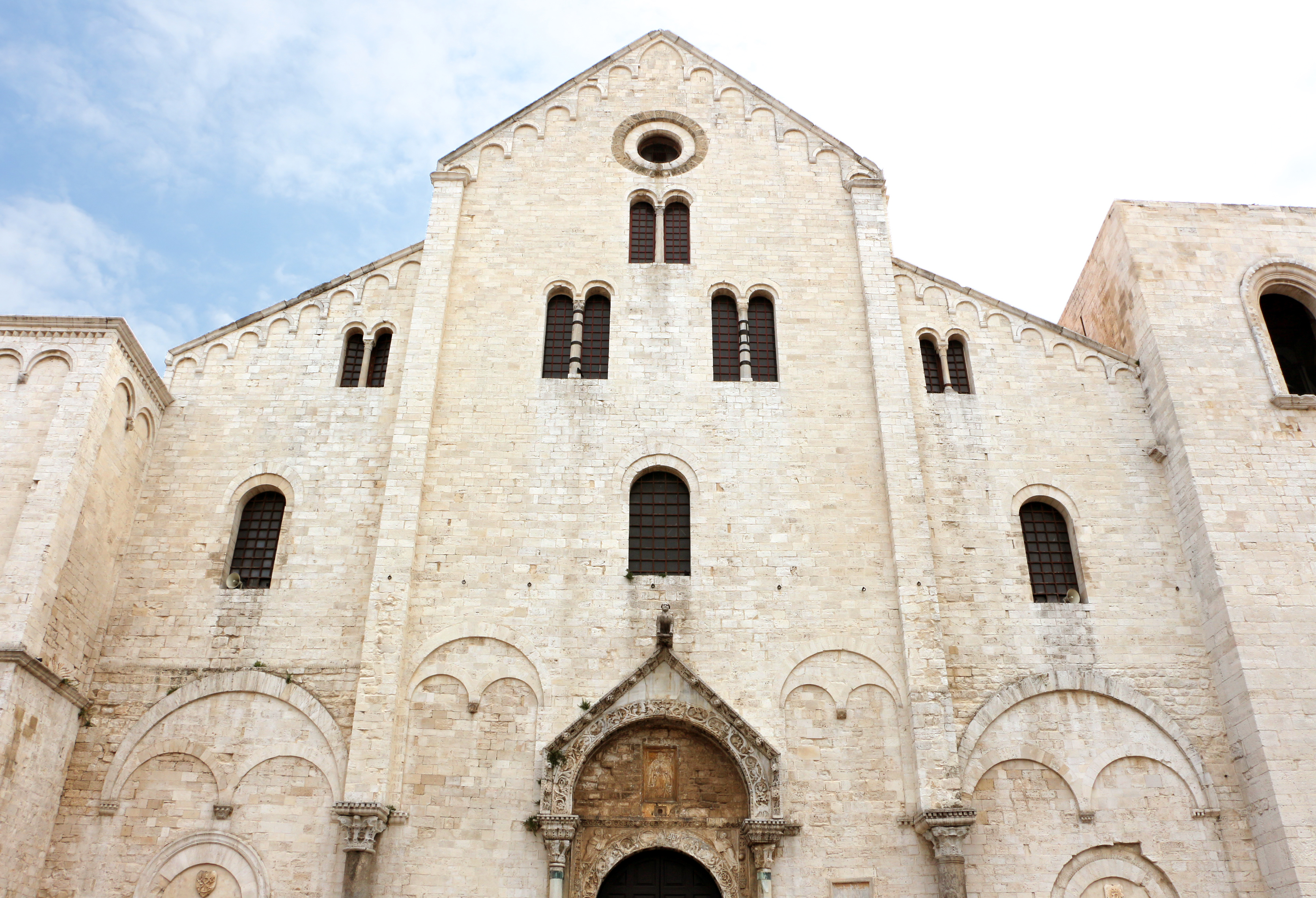
Bari, la Basilica di San Nicola

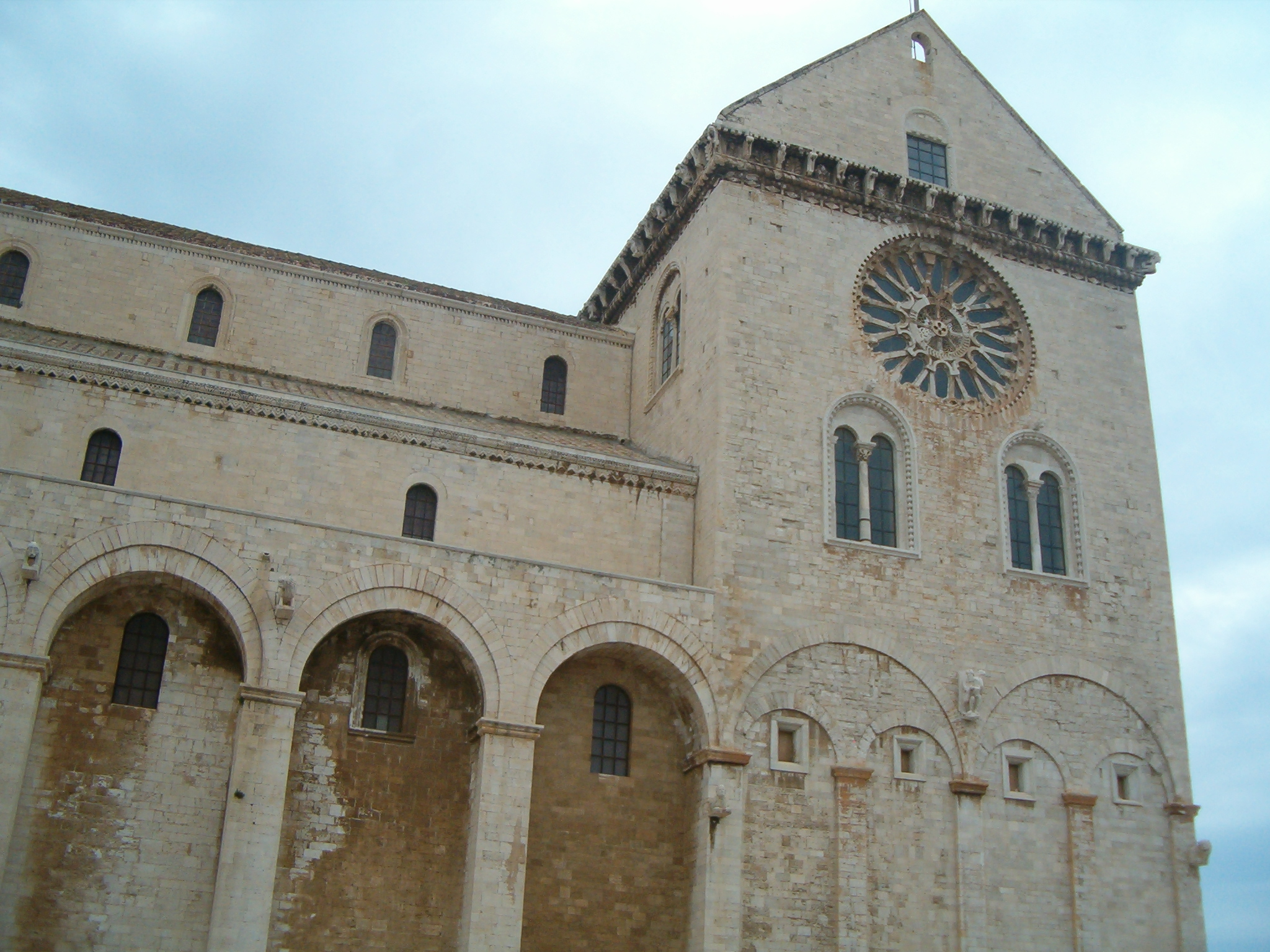
Trani, particolare della Cattedrale

Il dominio bizantino cessò nel 1071, anno in cui prese il potere Roberto il Guiscardo dando inizio alla dominazione normanna.
Conquistata dai Normanni con Roberto il Guiscardo, Taranto si accinse a diventare nel 1088 la capitale dell'omonimo Principato, uno fra i più importanti e vasti domini feudali del Regno di Sicilia. Sempre in seguito alla conquista normanna, furono fondati intorno al 1055 la Contea di Lecce, che diede i natali al re normanno Tancredi d'Altavilla.
A seguito della vittoriosa conquista di Salerno (1077), tale città fu successivamente prescelta dai Normanni quale sede del ducato in luogo di Melfi; nonostante la sua collocazione geografica lungo la costa tirrenica, Salerno divenne così il centro amministrativo (caput) della Puglia. I Normanni attuarono numerose riforme politiche, organizzando un efficace stato feudale, e si occuparono della fortificazione del territorio attraverso la costruzione di motte, ossia di terrapieni aventi sulla sommità una torre di avvistamento e difesa. Nel territorio di Nardò sono ancora oggi presenti i resti della cosiddetta motta di Specchia Torricella. Un'altra motta di cui si conserva memoria è quella di Modugno (BA), ancora riconoscibile come una zona tondeggiante del centro storico.
Nella Capitanata, accanto a Lucera assunsero rapidamente importanza centri di nuova formazione come San Severo e, dai resti di Arpi, Foggia, nati dopo l'anno 1000 in seguito alla conquista normanna. Foggia vivrà una prima fase di prosperità quando, bonificato il suo agro acquitrinoso tra l'XI e il XII secolo, ricevette un notevole impulso economico e sociale da Roberto il Guiscardo (che tra l'altro fece erigere un castello nei pressi di Herdonia) e Guglielmo il Buono.
Il 9 maggio 1087, arrivarono a Bari le reliquie di San Nicola, vescovo di Myra, trafugate da marinai baresi. Papa Urbano II, nel 1089, raggiunse la città per consacrare la cripta della basilica e per deporre le reliquie del santo. Incominciò così l'afflusso di pellegrini da ogni parte del mondo. Nello stesso anno, cominciò la costruzione della Basilica di San Nicola che verrà portata a termine nel 1197. Quando nel luglio del 1127 Guglielmo, duca di Puglia, morì senza figli, Ruggero II di Sicilia reclamò tutti i possedimenti degli Altavilla e la signoria di Capua. Nell'agosto 1128 fu proclamato nella città di Benevento duca di Puglia. Ruggero nel 1130 riunì tutti i possedimenti nel regno di Sicilia e la notte di Natale di quell'anno fu incoronato re di Sicilia. Infine nel 1140, in occasione delle Assise di Ariano, re Ruggiero promulgò un nuovo ordinamento legislativo ed emise una nuova moneta, denominata "ducale" (o "ducato") in quanto destinata a circolare sull'intero territorio del ducato di Puglia e Calabria.
Nel 1155 l'esercito normanno di Guglielmo I di Sicilia fu però sconfitto nei pressi di Andria dall'esercito bizantino di Manuele I Comneno. In quella battaglia perse la vita, il conte di Andria Riccardo de Lingèvres, che fu ucciso sotto le mura della città. Il dominio normanno su Bari fu in seguito funestato da ribellioni e da lotte che raggiunsero il culmine nel 1156, quando Guglielmo I, detto il Malo, assalì e rase al suolo la città, salvando solamente la basilica di San Nicola. A decorrere dall'anno successivo la Puglia fu unita alla Terra di Lavoro (Campania) così da costituire un'unica entità amministrativo-giudiziaria denominata Tota Apulia et Terra Laboris.

## Dagli Svevi all'Unità d'Italia

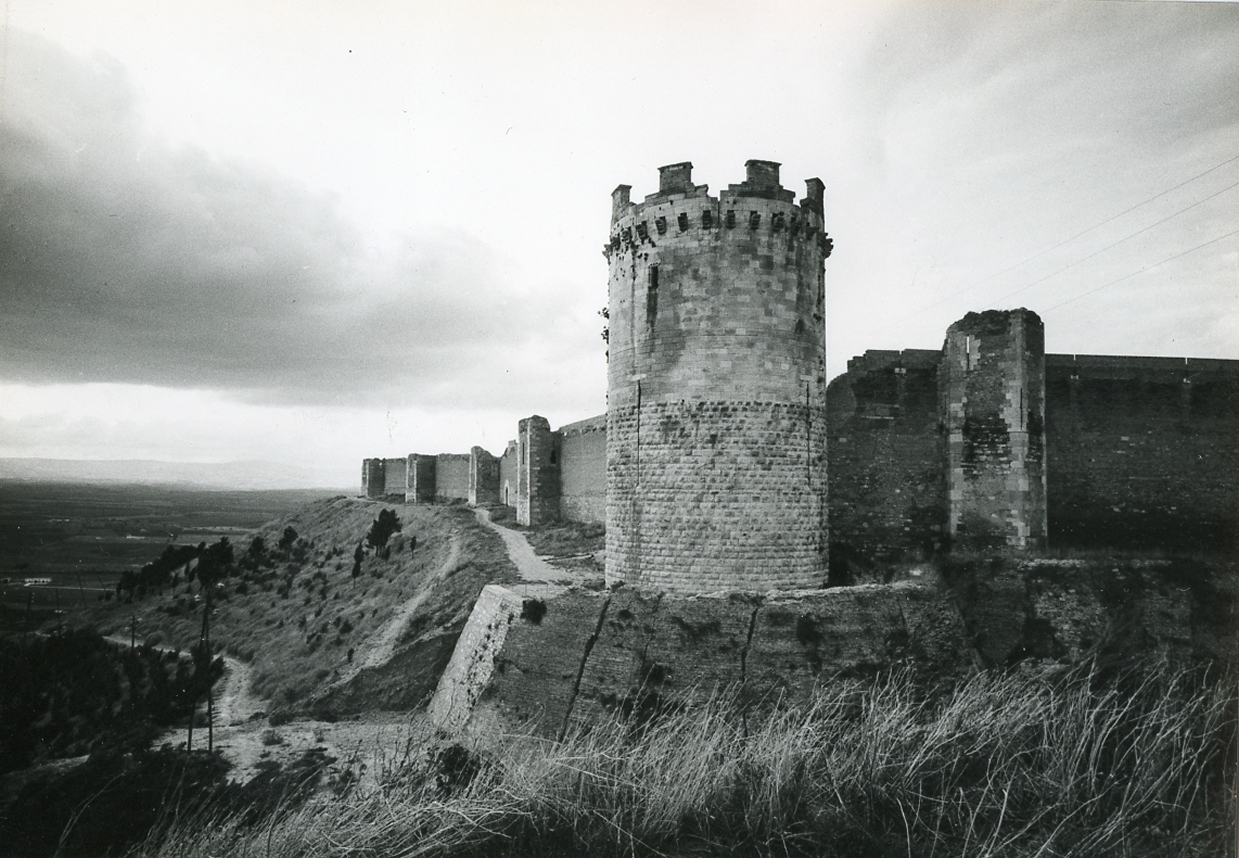
Lucera, la fortezza Svevo-Angioina

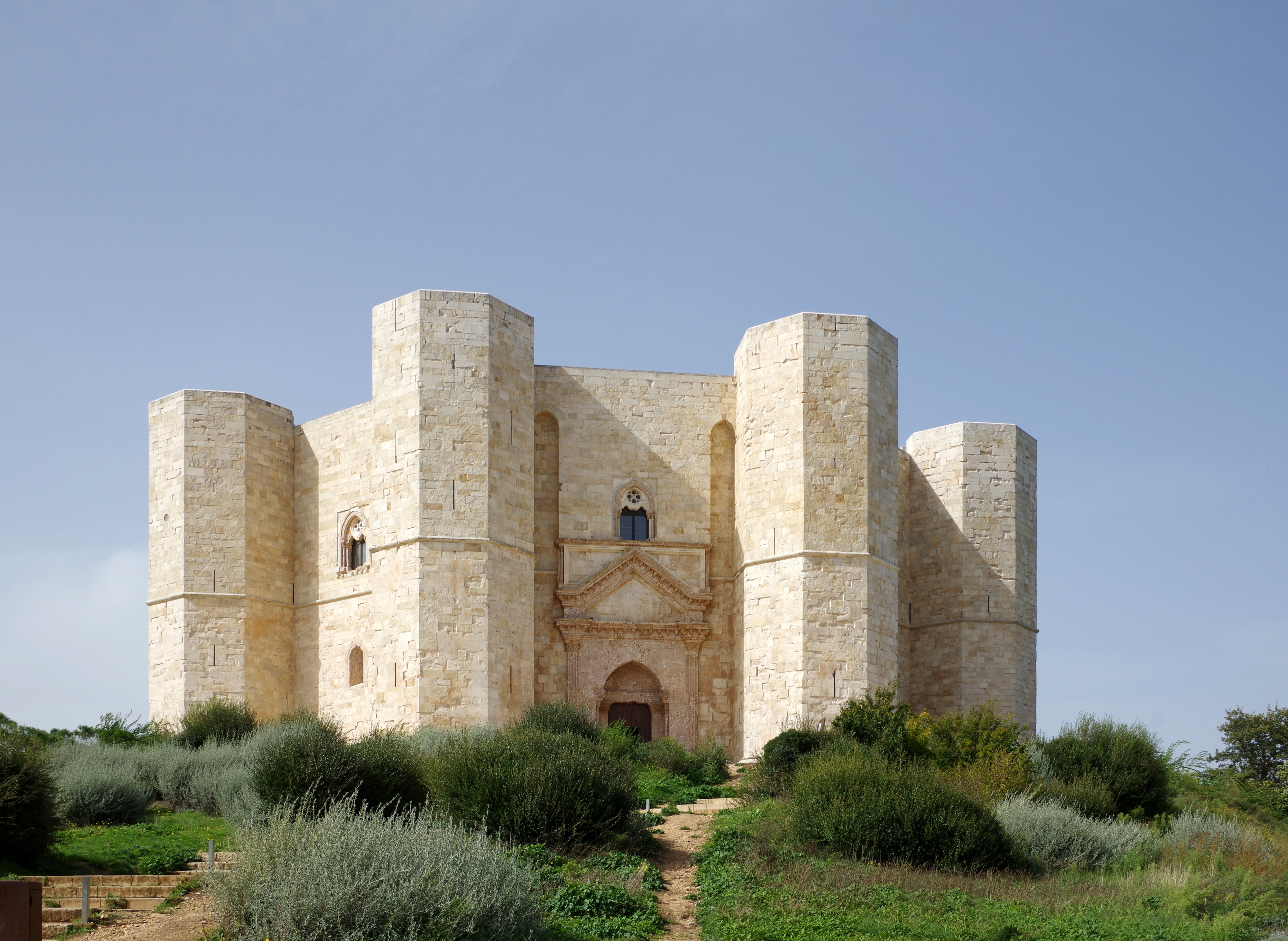
Andria, Castel del Monte, fatto costruire da Federico II.

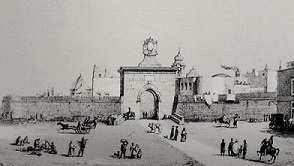
Trani, le fortificazioni e la porta di epoca sveva; Gennaro Moselli, 1855.

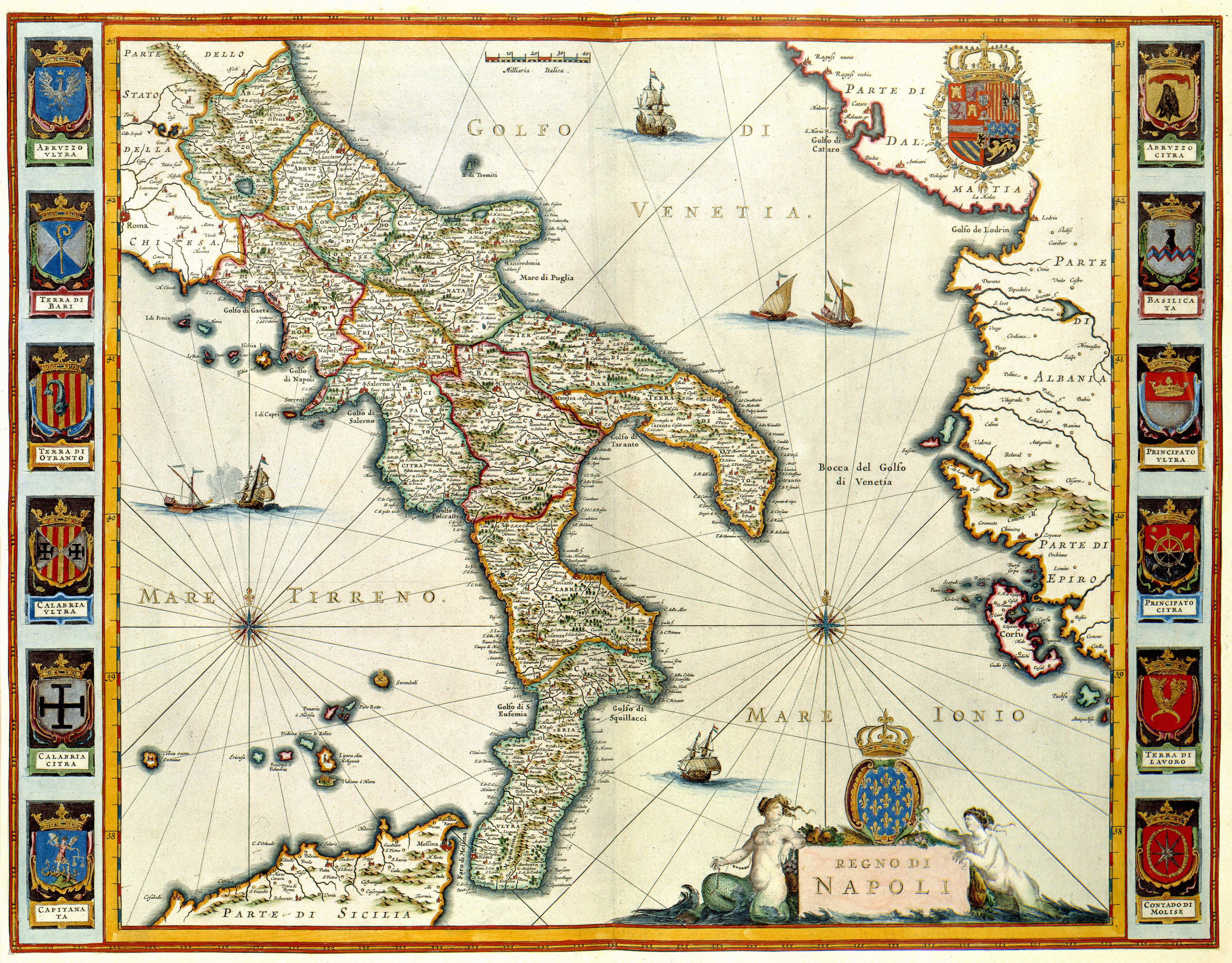
Carta del Regno di Napoli pubblicata nel 1640 dai fratelli Joan Blaeu (1598-1673) e Cornelius Blaeu (1610-1642). La mappa riporta ai margini gli stemmi delle Province. Il regno di Napoli era all'epoca territorio della Spagna degli Asburgo e nell'angolo in alto a destra si distingue lo stemma spagnolo. Come fonte per questa mappa Blaeu utilizzò un atlante del cartografo italiano Giovanni Antonio Magini (1555-1617).

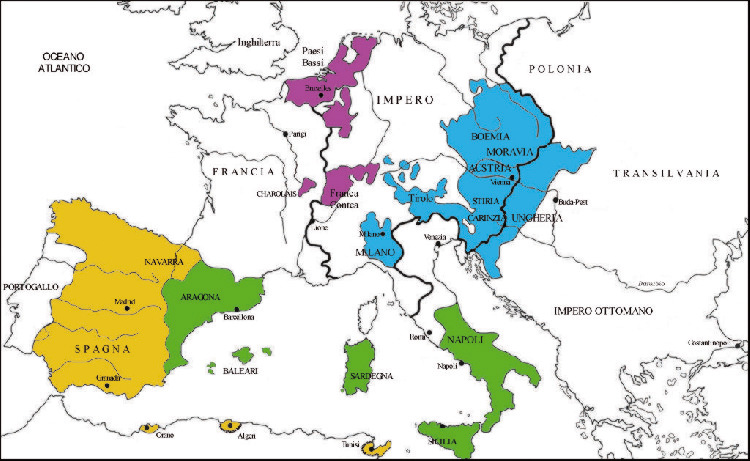
Possedimenti di Carlo V

### Il periodo Svevo e Angioino
La regina Costanza fu l'ultima Altavilla sul trono del regno di Sicilia e, sposatasi con l'imperatore Enrico VI, portò all'avvento degli Svevi, sotto i quali la Puglia conseguì un grande progresso materiale e civile, e conobbe un'importante ristrutturazione delle fortificazioni, di cui Castel del Monte costituisce un fulgido esempio. Federico II, cercando di contenere il potere feudale a favore di quello regio costituì i giustizierati di Basilicata (a quel tempo considerata parte della Puglia in senso lato in quanto soggetta anch'essa alla curia generale di Gravina), Capitanata e Puglia in senso stretto (quest'ultima poi a sua volta suddivisa in Terra di Bari e Terra d'Otranto). A seguito della guerra del Vespro e della conseguente scissione del regno in Regno di Napoli e Regno di Sicilia, il territorio pugliese rimase nel Regno di Napoli; durante il periodo aragonese, i giustizieri furono sostituiti con altri funzionari regi e i distretti territoriali del Regno presero il nome di province.
L'avvento di Federico II fu fondamentale per lo sviluppo della Capitanata: a Foggia fece costruire tre edifici, nel centro storico, in località Pantano e in località Borgo Incoronata; Lucera ebbe una roccaforte difensiva che ospitava un sontuoso Palatium e una numerosa comunità saracena; la campagna della Capitanata fu una meta prediletta del sovrano, e vi fece costruire e recuperare numerosi borghi agricoli: Castel fiorentino ed Herdonia su tutti.
Durante un soggiorno a Castel fiorentino, non lontano dalla sede imperiale di Foggia, Federico cadde vittima di una grave patologia addominale; le sue condizioni apparvero di tale gravità che si rinunciò a portarlo nel più fornito Palatium di Lucera e la corte dovette riparare nella domus di Fiorentino, dove Federico II morì nel 1250. La salma di Federico fu imbalsamata, i funerali si svolsero a Foggia e, per sua espressa volontà, il cuore venne deposto in un'urna collocata nella cattedrale della città pugliese. La sua salma, omaggiata dalla presenza di moltitudini di sudditi, venne esposta per qualche giorno; fu poi trasportato a Palermo, per essere tumulato in Cattedrale, entro il sepolcro di porfido rosso antico, come voleva la tradizione normanno-sveva, accanto alla madre Costanza, al padre Enrico VI e al nonno Ruggero II.
Sotto il dominio di Federico II e dei suoi successori di dinastia Sveva, Bari, ricostruita dopo la distruzione ad opera di Guglielmo I, trascorse un periodo di espansione e benessere, benché Federico II non sembra la amasse particolarmente: la città fu infatti sottoposta ad una severa amministrazione, ma il sovrano le riservò anche qualche attenzione, nell'interesse generale del Regno. Nel Duomo di Bitonto, l'ambone firmato e datato presenta un pannello triangolare in cui sarebbe rappresentato anche l'imperatore Federico II; da Bitonto papa Gregorio IX scomunicò Federico II, durante la crociata del 1227, accusandolo di essere sceso a patti con il sultano Al Kamil.
La tradizione narra che Federico II dette ad Andria il soprannome di "Fidelis", in quanto al ritorno dalla sesta crociata gli si dimostrò fedele consegnandogli le chiavi della città ed egli, per riconoscenza, liberò la città dal peso delle tasse; ad Andria nacque suo figlio Corrado IV nel 1228, avuto con la moglie Jolanda di Brienne, regina di Gerusalemme, che morì appena sedicenne in seguito al parto. A Federico II si deve la costruzione di Castel del Monte, dichiarato Patrimonio Mondiale dell'Umanità dall'UNESCO, posto su di un'isolata altura nelle campagne di Andria, nei pressi del Monastero di Santa Maria del Monte già appartenuto al territorio di Trani.
Durante il regno di Federico II, Trani vide nel 1215 ampliarsi gli antichi privilegi; la flotta fu potenziata, i cittadini furono esentati dal pagamento delle tasse di ancoraggio per tutte le coste della Puglia, fu ingrandito il perimetro delle mura e avviata la costruzione del castello nel 1233. Sulla cima di una delle torri sul mare del castello, nel 1240, Federico II fece impiccare Pietro Tiepolo, podestà di Milano e figlio del doge di Venezia Jacopo Tiepolo, fatto prigioniero nella battaglia di Cortenuova del 1237.
Nel 1259 a Trani furono celebrate con grande sfarzo e solennità le nozze tra il figlio di Federico, Manfredi, ed Elena Comneno, figlia primogenita di Michele II despota d'Epiro e di Teodora Petralife; nel 1266 Manfredi fu sconfitto nella Battaglia di Benevento da Carlo I d'Angiò e la giovane regina, avendo appreso della disfatta, da Lucera si recò a Trani con i suoi figli, scortata dai suoi fedeli, nella speranza di poter raggiungere la patria d'origine, l'Epiro; temporeggiando per via di una tempesta, subì il tradimento del castellano e fu catturata dalle truppe angioine con i suoi quattro figli ed il tesoro, per poi essere imprigionata nel Castello di Trani stesso e dopo qualche tempo a Castel Lagopesole, mentre i figli le furono subito tolti, almeno i maschi, imprigionati a Castel del Monte e in seguito trasferiti a Castel dell'Ovo.
Durante il dominio della dinastia angioina sul Regno di Napoli, si svolsero a Trani altre celebrazioni fastose: le nozze di Carlo I d'Angiò con Margherita di Borgogna nel 1268, e quelle del principe Filippo, figlio di Carlo e Beatrice di Provenza, con Isabella di Villehardouin nel 1271. Filippo, a seguito di una malattia, morì nel 1277 a Bari  e fu sepolto nella Cattedrale di Trani in una cappella appositamente realizzata; il padre, Carlo I, commissionò per la tomba del figlio il delicato altarolo in ebano ed avorio di stile gotico.
Sin dalle prime Crociate, la Puglia era raggiunta dalla via Francigena proveniente dall'Europa centrale; in particolare, il porto di Brindisi divenne il luogo principale di imbarco verso l'Oriente per i numerosi cavalieri e pellegrini diretti in Terra Santa. Durante il dominio degli Svevi, il sovrano Federico II nominò Principe di Taranto suo figlio Manfredi; dopo la capitolazione della dinastia Sveva, la titolarità del principato passò al Principe Filippo I d'Angiò.
Intorno al 1380, Raimondo Orsini Del Balzo ritornò dall'Oriente ed occupò alcune terre appartenenti al padre Nicola Orsini. Alleandosi con Luigi I d'Angiò, riuscì a ottenere i beni che gli spettavano per eredità e, sempre su consiglio dell'angioino, sposò nel 1384 la Contessa di Lecce Maria d'Enghien. Con questo matrimonio, diventò uno dei più potenti feudatari del Mezzogiorno. Nel frattempo gli Angioini erano stati definitivamente sconfitti nel 1399. Dopo la morte di Raimondello nel 1406, suo figlio Giovanni Antonio Orsini Del Balzo diviene Principe di Taranto nel 1414. Nel 1465 il Principato di Taranto viene annesso al Regno di Napoli, entrando così a far parte del regno aragonese.
L'evento centrale nella storia della Puglia settentrionale è invece legato alla transumanza. Per meglio controllarla e ricavarne delle rendite, nel 1447 gli Aragonesi sfruttarono la collocazione geografica di Foggia imponendo, mediante la dogana delle pecore istituita dapprima in Lucera e presto trasferita a Foggia, il pagamento di una tassa a tutti i pastori che recavano le proprie greggi nel Tavoliere. Per tutto lo scorcio del Medioevo e in età moderna, s'imposero quindi Lucera e San Severo come centri del potere istituzionale, dell'economia e della cultura in Capitanata, le città più popolose della provincia e suoi, alternativamente, capoluoghi storici.

### Gli Aragonesi, i Veneziani e gli Spagnoli

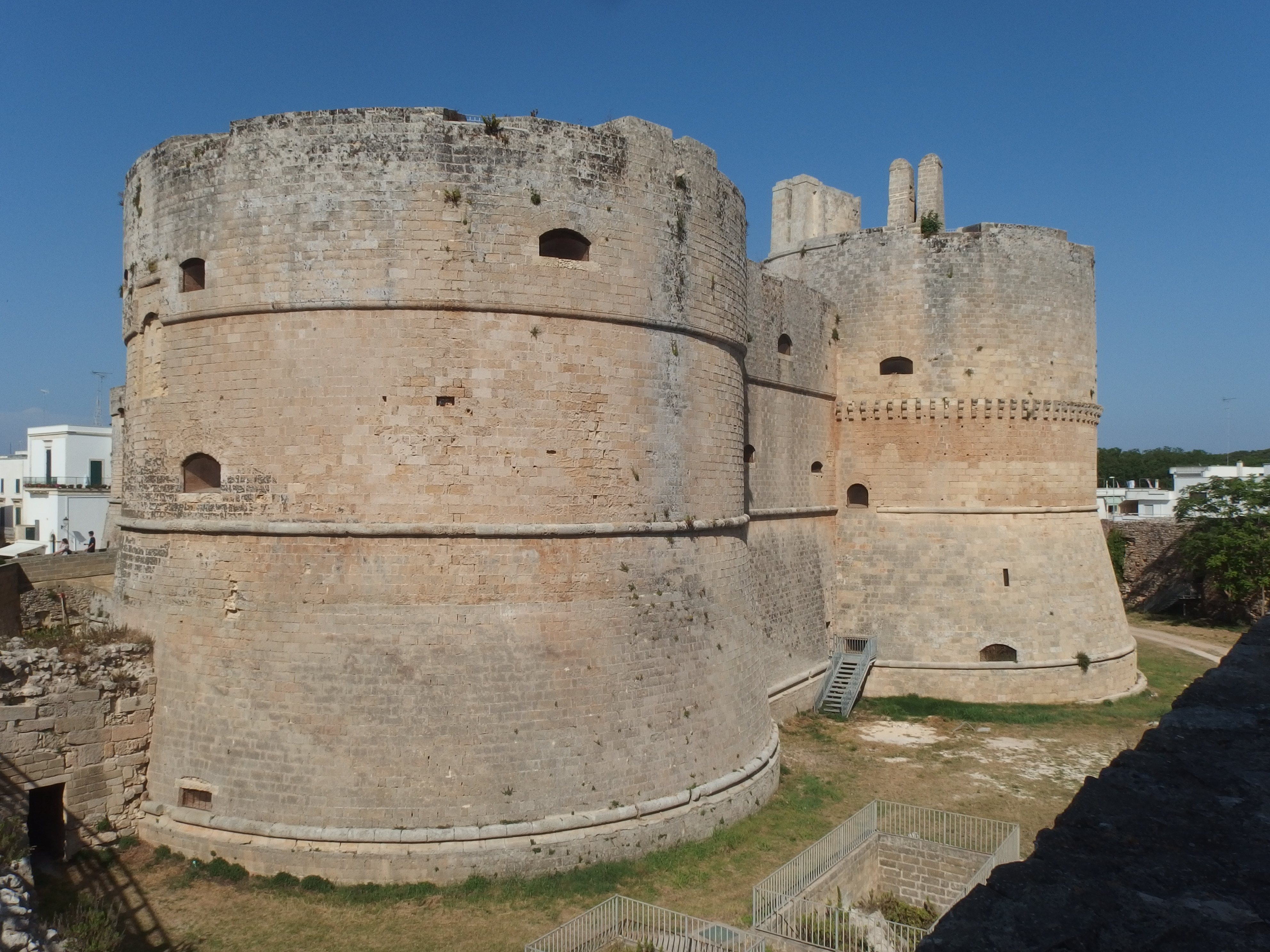
Otranto, le mura del castello.

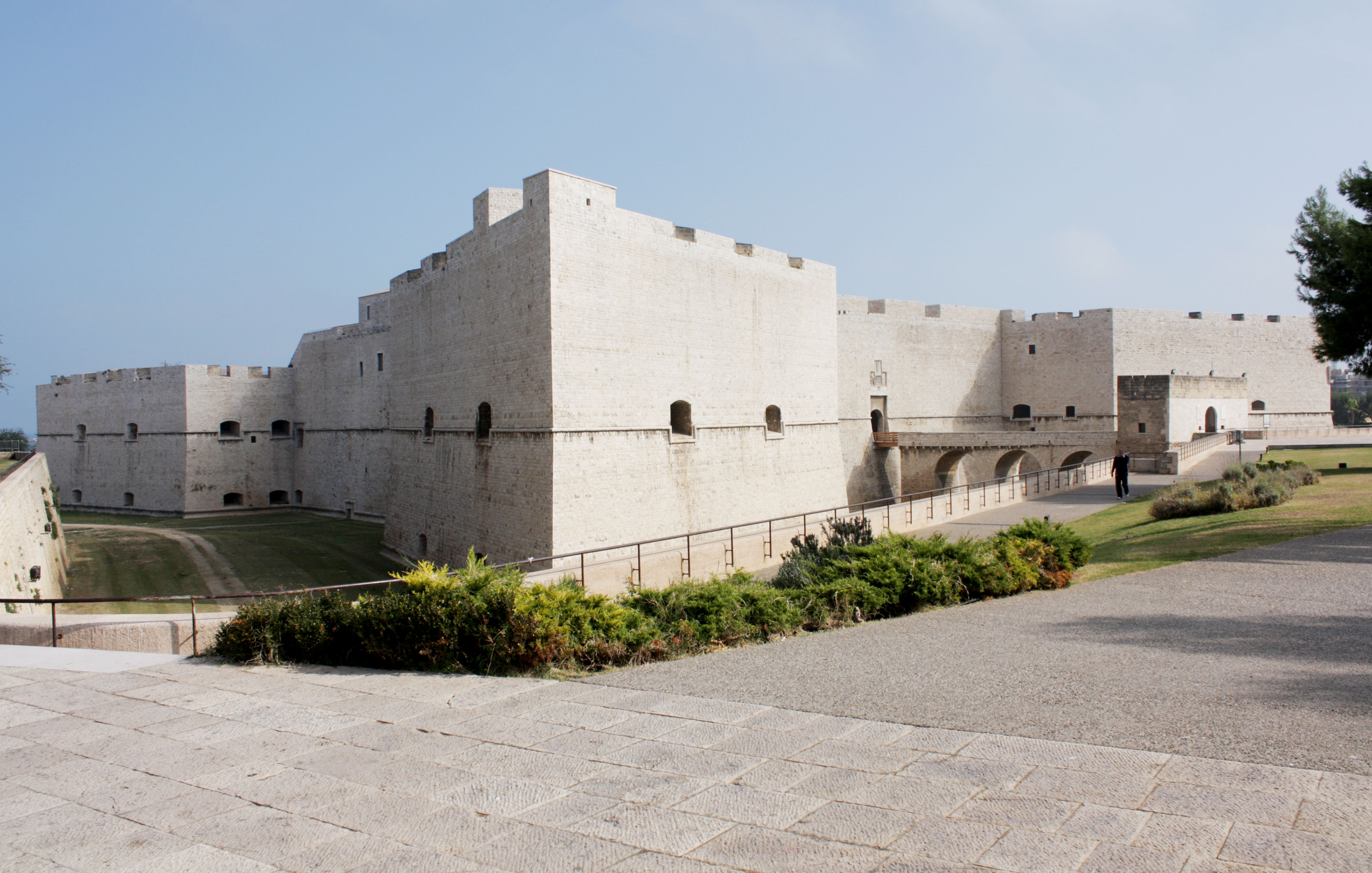
Barletta, il castello.

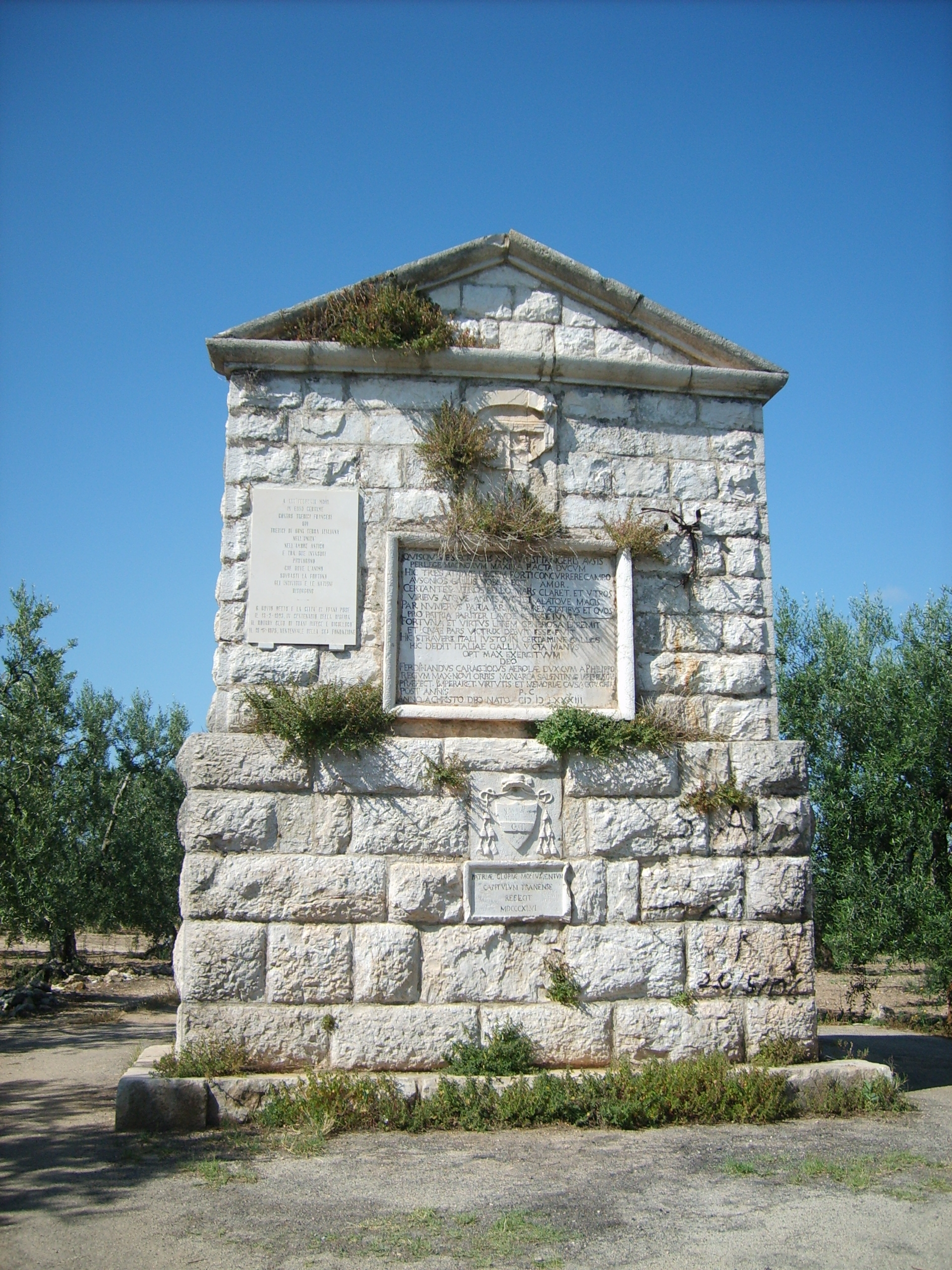
Agro di Trani, il monumento alla Disfida

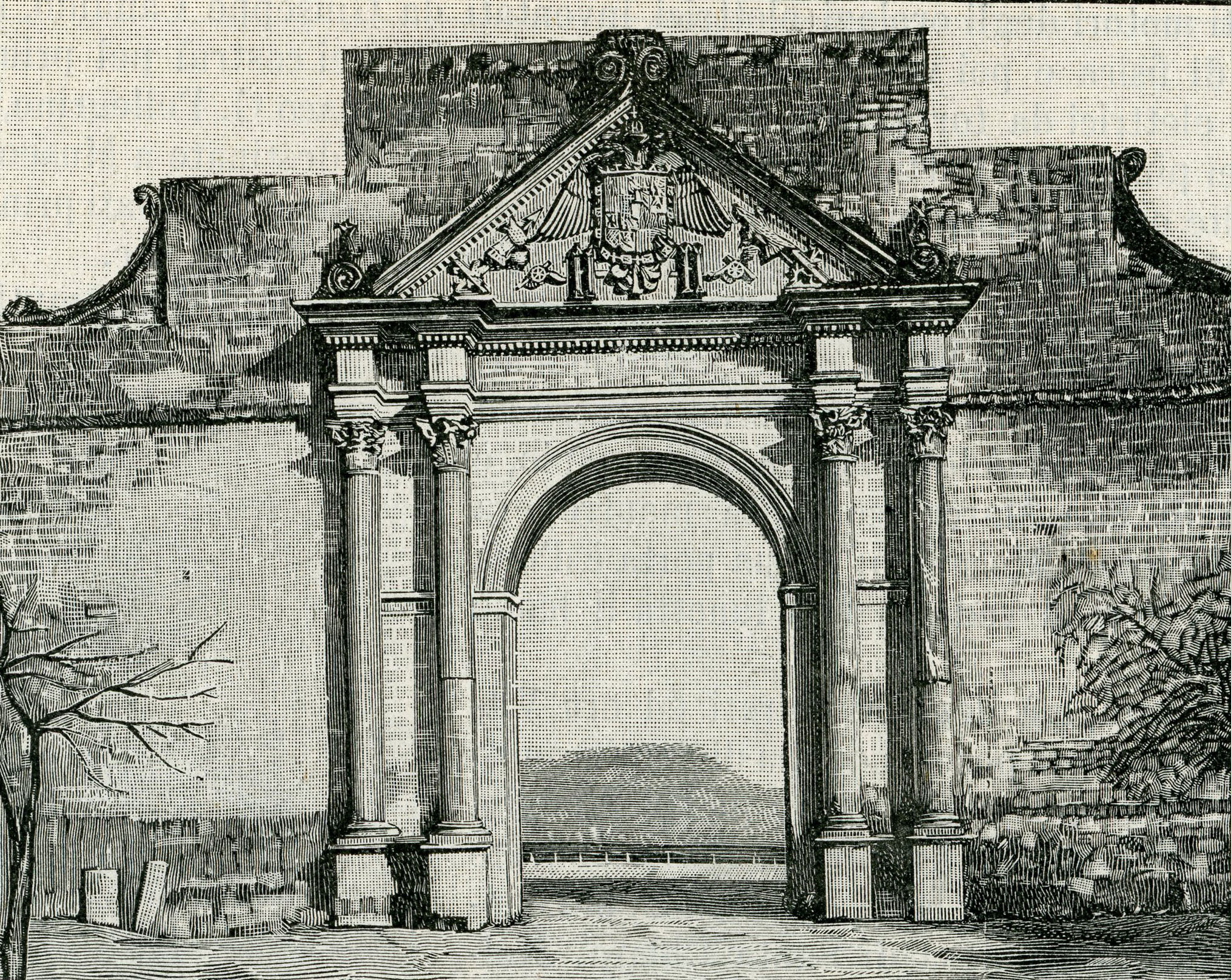
Lecce, arco di trionfo del XVI sec., dedicato a Carlo V, xilografia, 1899

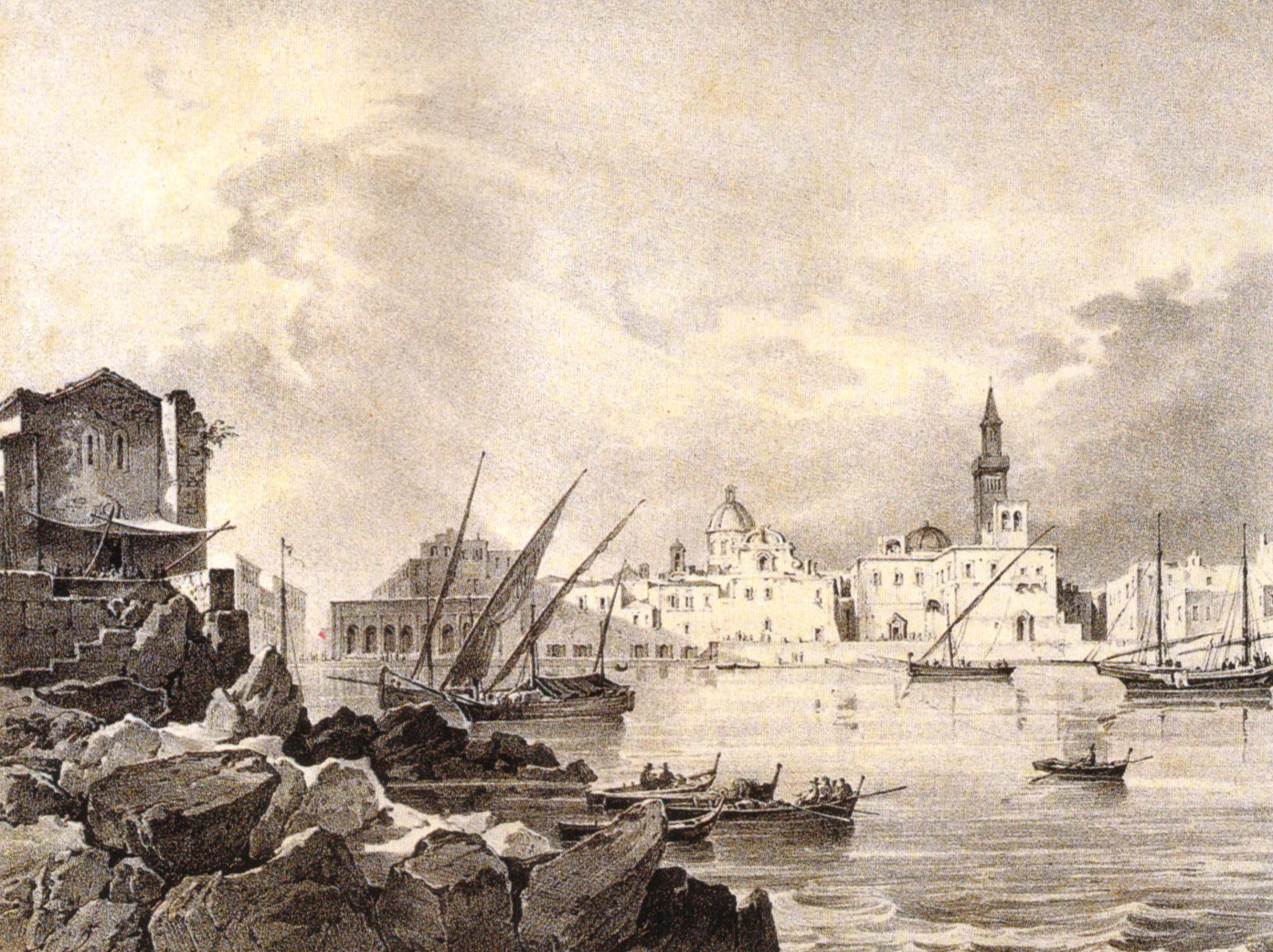
Bari, immagine ottocentesca del porto.

A partire dal XV secolo ebbero particolare fortuna le attività commerciali: la Puglia ospitava influenti comunità di mercanti Veneziani, Genovesi, Ragusei, ecc.
Nel 1480, durante la dominazione Aragonese, Otranto fu assediata e invasa dagli Ottomani guidati da Ahmet Pascià, che provocò l'eccidio di 800 persone che rifiutarono la conversione all'Islam. Fu questo l'episodio più eclatante di una lunga serie di assalti turchi e corsari, che si fecero particolarmente intensi nel XVI secolo. Nello stesso periodo si diede il via alla costruzione di moltissime strutture religiose. Iniziò così una fiorente attività artistica fra XVI e XVIII secolo, che fece di Lecce uno dei centri più significativi del barocco.
L'11 novembre 1500, Luigi XII di Francia e Ferdinando II di Aragona firmarono il Trattato di Granada, col quale si accordarono sulla spartizione in parti uguali del Regno di Napoli, all'epoca governato da Federico I di Napoli. L'anno successivo, le truppe francesi e quelle spagnole penetrarono in territorio napoletano rispettivamente da nord e da sud. Federico I fu presto costretto alla resa e il suo regno fu diviso tra Francia ed Aragona.
Nacquero presto i primi disaccordi tra le forze occupanti sulla interpretazione del trattato, che lasciava indefinita l'effettiva attribuzione della terra di mezzo fra i possedimenti dei due regni. Nell'estate del 1502, si aprirono le ostilità fra i due eserciti, comandati rispettivamente da Louis d'Armagnac e da Consalvo di Cordova. Gli spagnoli, in inferiorità numerica rispetto ai francesi, acquisirono il supporto dei Colonna (precedentemente al servizio di Federico I). La tensione progressiva si suggellò in alcune battaglie che videro tra gli altri protagonista il condottiero italiano Ettore Fieramosca. Alle volte, anziché a scontri in campo aperto, si ricorreva a sfide in ambito cavalleresco: una delle più famose fu la Disfida di Barletta, svoltasi il 13 febbraio 1503 fuori dalle mura di Trani, che all'epoca dei fatti era sotto giurisdizione veneziana e quindi campo neutro, nella quale si affrontarono tredici cavalieri italiani (sotto l'egida spagnola) e altrettanti cavalieri francesi, ottenendo la vittoria degli italiani.
Nel 1529 in seguito alla Guerra della Lega di Cognac con l'Assedio di Monopoli, la Repubblica di Venezia prende possesso di Monopoli (25 anni), Trani (19 anni), Brindisi (13 anni), Otranto (13 anni), Mola (14anni) e Gallipoli (1 anno). In questo periodo fioriscono i commerci e alle città pugliesi vengono garantiti diversi privilegi. La Puglia rientra nello Stato da Mar nell'organizzazione dei reggimenti veneziani.
Don Pedro Alvarez de Toledo, durante il lungo governo vicereale (1532-1553), conferì carattere di priorità alle riforme dell’amministrazione della giustizia nel Regno di Napoli, al fine di ricondurre la normalità nel paese, travagliato da innumerevoli episodi di criminalità e di malcostume nell’ambito dei rapporti sociali e amministrativi. Il ristabilimento della giustizia fu esteso anche alle Province: si specificarono nella Cronologia prefissa al primo tomo delle Prammatiche i provvedimenti riservati alla competenza dei Tribunali Provinciali. Si trattava però di un’amministrazione ugualmente centralizzata con un’Udienza che era insieme intendenza amministrativa e corte di giustizia di appello sovrapposta alle giurisdizioni feudali e locali, e tante precettorie dipendenti dalla Regia Camera della Sommaria.
La provincia di Capitanata (cui competeva ormai anche l'amministrazione del contado di Molise) fino al XVI secolo ha avuto sede alternativamente a Lucera e a San Severo. La prima fino al XV secolo, la seconda fino al 1579, e di nuovo la prima dal 1579 al 1806. Lucera quindi dalla seconda metà del XVI secolo mantenne ininterrottamente il ruolo di capoluogo fino al 1806, allorquando, in seguito alla riforma amministrativa del Regno, esso fu definitivamente assegnato alla città di Foggia; contestualmente il Molise fu definitivamente staccato dalla Capitanata per costituire una provincia a sé stante.
Nel luglio del 1586 si decise di stabilire la Sacra Regia Udienza della Terra di Bari nella città di Trani, che quindi divenne il nuovo capoluogo della provincia, ruolo che mantenne fino al 1806, quando la suddivisione amministrativa delle Province del Regno fu riformata a seguito delle modifiche apportate dalla legge 132 varata l'8 agosto 1806 da Giuseppe Bonaparte "Sulla divisione ed amministrazione delle province del Regno".
Otranto, già capoluogo della Terra d'Otranto, non ebbe più il ruolo politico e amministrativo che aveva nel periodo bizantino, pur conservando il prestigio arcivescovile. Già verso la fine del XII secolo assunsero notevole rilievo le varie signorie feudali in cui fu organizzato il territorio, finché nel XV e XVI secolo, Lecce si affermò quale capoluogo amministrativo e giudiziario non solo della Terra d'Otranto, ma per alcuni periodi anche per l'intera Puglia.
Agli inizi del XVII secolo la situazione economica di Taranto si aggravò inesorabilmente: la città ionica non costituì più una base militare importante e le stagnanti attività della pesca e della mitilicoltura, nonché l'attività agricola nelle mani della nobiltà e del clero, determinarono una grave crisi economica che culminò nell'insurrezione popolare del 1647. Nel frattempo la Capitanata era stata devastata dal disastroso sisma del 1627 e dal successivo terremoto del Gargano del 1646, con migliaia di vittime oltre agli immensi danni materiali. La tremenda epidemia di peste del 1656 funestò poi l'intero Regno di Napoli.
Dalla seconda metà del secolo, la Spagna cominciò ad interessarsi maggiormente alle sue colonie dell'America centro-meridionale dalle quali ricavava oro e argento, tralasciando invece i territori amministrati dalla monarchia ispanica nel Mediterraneo e nel resto d'Europa. In concomitanza con i moti di Napoli, il Re Filippo IV pretese l'arruolamento dei giovani di circa 18 anni. Scoppiò allora anche a Taranto una rivolta popolare guidata da Giandonato Altamura, sedata grazie all'intervento del Duca Francesco II Caracciolo di Martina Franca.
Nel 1734 la Puglia, con la famosa battaglia di Bitonto, passò, insieme al resto del Regno di Napoli, dagli Asburgo ai Borboni. Con la dominazione borbonica durante il XVIII secolo, si ebbe un periodo di crescita economica attraverso la costruzione di nuove strade e lo sviluppo dei porti. Ma il rilancio dell'economia avvenne principalmente durante il periodo napoleonico (1806-1815) grazie a importanti provvedimenti come l'abolizione del feudalesimo, la ristrutturazione dei latifondi e una più adeguata distribuzione delle terre pubbliche.
Nel XVIII secolo, la Puglia partecipò attivamente alla rivoluzione napoletana. Dopo l'occupazione militare del cardinale Ruffo, le riforme del decennio francese migliorarono le condizioni di vita in Puglia. Con la Restaurazione e il ritorno dei Borboni, anche la Puglia fu interessata dal diffondersi delle idee risorgimentali che si tradussero nella costituzione di diverse società segrete come la Carboneria. Quando nel 1860 il re Francesco II delle Due Sicilie cadde sotto l'impeto garibaldino, la Puglia fu annessa al Regno d'Italia. Circa 100 uomini di Andria, guidati da Federico Priorelli e da Niccolò Montenegro, parteciparono alla Spedizione dei Mille di Giuseppe Garibaldi eletto in seguito Deputato del Regno d'Italia presso il collegio elettorale di Andria.

## Il Novecento

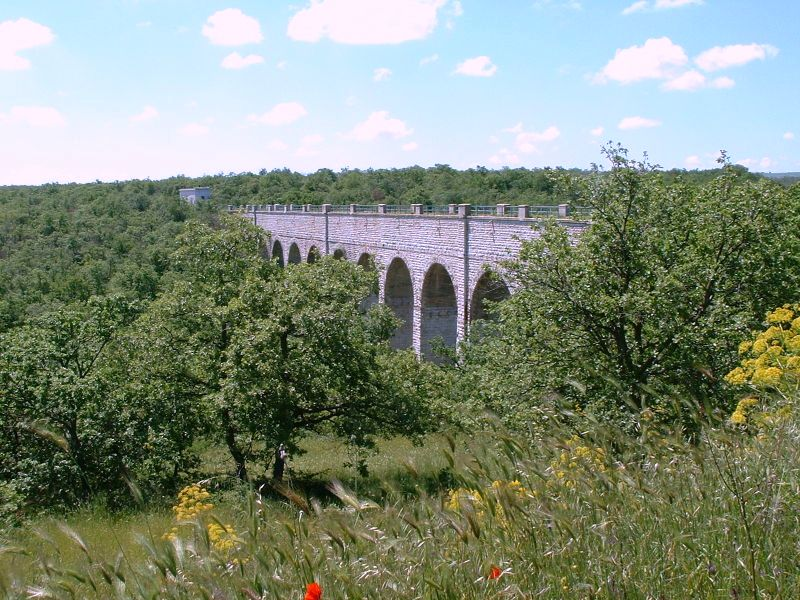
Un tratto dell'Acquedotto Pugliese che attraversa una lama dell'Alta Murgia in Agro di Ruvo di Puglia

Vittorio Emanuele III a Brindisi passa in rassegna una formazione del Regio Esercito

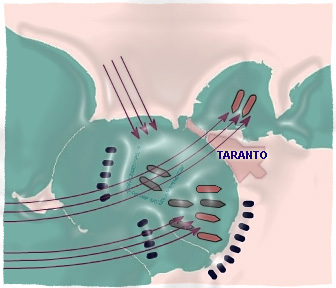
Immagine che ritrae la Notte di Taranto

Con il Governo di Giovanni Giolitti fu realizzato il mastodontico Acquedotto Pugliese, il più grande acquedotto d'Europa, che permise all'intera Puglia di rimediare allo storico problema della penuria di acqua. I lavori iniziarono nel 1906, dopo che alcuni deputati pugliesi ebbero ottenuto la creazione di una commissione di studio, cui seguirono il finanziamento e l'affidamento dei lavori in concessione, mediante una gara internazionale. La realizzazione dell'opera fu possibile grazie all'utilizzo di ingenti mezzi finanziari (125 milioni di lire dell'epoca) e di materiali, nonostante non mancasse chi pronosticasse l'irrealizzabilità della stessa. Venne inaugurata nel 1914, ma fu effettivamente completato solo nel 1939.
Nel 1913, il 1º maggio, ad Andria viene indetta dalle classi operaie la Festa del lavoro. Da segnalare che il produttore cinematografico Cataldo Balducci presenta il documentario “Grandiosa manifestazione per il primo maggio 1913 ad Andria" (indetta dalle classi operaie) che riprende la festa in 7 quadri, e si può - così - vedere il corteo che percorre via Cavour, via Ettore Fieramosca, piazza Vittorio Emanuele, raggiunge via Garibaldi, la piazza ed il palazzo Municipale, Porta Sant'Andrea. Nel filmato appaiono il monumento a Federico II e il panorama della Città visto dal campanile di Via Carmine.
Durante la Grande Guerra Brindisi contribuì in modo significativo all'evolversi degli eventi bellici, grazie all'ampiezza e alla sicurezza del suo porto. Le industrie meccaniche presenti sul territorio insieme all'Arsenale Militare Marittimo di Taranto lavorarono a ritmi frenetici.
Con l'avvento del fascismo, furono istituite le due nuove province, la provincia di Taranto con decreto del 2 settembre 1923 n.1911, e quella di Brindisi nel 1927. Sempre durante il ventennio, nonostante il rovinoso epilogo del regime, in Puglia furono realizzati insediamenti rurali per migliorare la resa della terra, furono costruite scuole, formati gli insegnanti, realizzati alcuni palazzi istituzionali ed altre importanti infrastrutture. Risale a questo periodo la costruzione del porto di Bari, la realizzazione della Fiera del Levante e furono intensificati e sostenuti traffici commerciali.
Nel corso della seconda guerra mondiale, il porto di Taranto fu teatro della tristemente nota "notte di Taranto". Dopo la destituzione di Mussolini e l'armistizio, la famiglia reale e il governo Badoglio si trasferirono a Brindisi, che quindi divenne capitale del Regno d'Italia a partire dal 10 settembre 1943 fino all'11 febbraio 1944 (data in cui la capitale provvisoria fu trasferita a Salerno). Bisogna ricordare i bombardamenti tra maggio ed agosto del 1943 su Foggia, che causarono più di 20.000 vittime, circa un terzo della popolazione dell'epoca. Dopo l'occupazione anglo-americana, il 1º ottobre, Foggia divenne il caposaldo dell'offensiva alleata nell'Adriatico e nei Balcani. La città è stata poi ricostruita sulle rovine del centro antico e della struttura urbana ottocentesca, secondo i dettami di uno stile post fascista. In seguito alle bonifiche nel Tavoliere la città ha visto accrescere la sua importanza economica e il suo sviluppo urbanistico e demografico. La città ha avuto le medaglie d'oro al valor civile, il 22 novembre 1959, ed al valor militare, il 2 maggio 2006, per i bombardamenti del 1943.
Le drammatiche condizioni economiche del secondo dopoguerra provocarono sia una ripresa delle lotte del movimento contadino, sia una massiccia emigrazione verso le città industriali del Nord Italia. Nel marzo del 1946, il rifiuto di una ditta locale di Andria di assumere quattro reduci, scoppiò in una rivolta contadina, che vide il sequestro di alcuni proprietari terrieri e l'erezione di barricate. Ci furono scontri cruenti con le forze dell'ordine e sembrò che fosse stato trovato un accordo: ma al momento del discorso che doveva tenere il celebre sindacalista Giuseppe Di Vittorio fu sparato un colpo d'arma da fuoco, facendo rinascere i disordini: fu assaltato il palazzo della famiglia Porro, grandi proprietari terrieri della città e vennero linciate due anziane sorelle (Carolina e Luisa Porro). In seguito a tali fatti fu inviato l'esercito che riuscì a sedare la rivolta con una dura repressione.
Nei primi anni sessanta la regione si dotò di importanti impianti industriali. A Brindisi fu realizzata una grande industria petrolchimica che andava ad aggiungersi alle imprese meccaniche e aeronavali, garantendo opportunità di lavoro a tecnici e operai provenienti dal territorio e dalle province e regioni limitrofe. A Taranto nel 1965 venne inaugurato il "IV Centro Siderurgico Italsider", uno dei maggiori complessi industriali per la lavorazione dell'acciaio in Europa.
Il 31 ottobre 2002 e il 1º novembre 2002 due scosse sismiche dell'ottavo grado della scala Mercalli scuotono i monti della Daunia, nel nord della regione, e i vicini monti Frentani in Molise con ingenti danni e 28 vittime. I comuni pugliesi più colpiti sono stati Carlantino e Casalnuovo Monterotaro.

### Libri
- AA. VV., Archeologia di una città. Bari dalle origini al X secolo, cat. Mostra, Bari 1988.
- AA. VV., L'architettura rurale nelle trasformazioni del territorio in Italia, Atti del Convegno Nazionale, Bari 1987.
- AA. VV., Le trasformazioni del territorio in Terra di Bari nell'età moderna, Bari 1984.
- AA. VV., La Puglia fra Bisanzio ed Occidente, in Civiltà e culture in Puglia vol. 2, Milano 1981.
- AA. VV., La Puglia tra Medioevo ed età moderna. Città e campagna, in Civiltà e culture in Puglia vol. 3, Milano 1981.
- G. Angelini - G. Carlone (a cura di), La cartografia storica nelle fonti documentarie. Terra di Bari nel XVIII e XIX secolo, cat. Mostra Archivio di Stato di Bari, Molfetta (Ba) 1981
- G. Arditi, Corografia fisica e storica della Provincia di terra d'Otranto, Arnaldo Forni, Bologna, 1979
- P. Arthur - A. Bramato - P. Tagliente - B. Vetere, Medioevo e Rinascimento al Castello Carlo V di Lecce, Congedo Editore, Galatina, 2003
- P. Belli D'Elia, Alle sorgenti del romanico. Puglia XI secolo, Bari 1975.
- M. Bernardini, Lupiae, Centro Studi Salentini, Lecce 1959
- E. Boaga, I Carmelitani in Terra d'Otranto e di Bari in epoca moderna (note di ricerca), in Ordini religiosi e società nel mezzogiorno moderno. Atti del seminario di studio (Lecce, 29-31 gennaio 1986), B. Pellegrino e F. Gaudioso (a cura di), I, Galatina
- D. Borri - F. Selicato (a cura di), Masserie di Puglia. Studi sulla formazione del paesaggio in età moderna, Bari 1990.
- M. Cazzato, Guida ai castelli Pugliesi 1. La provincia di Lecce, Congedo editore, Martina Franca, 1997
- F. D'Andria (ed.), Lecce romana e il suo teatro, Galatina, 1999
- F.M. Dell'Anna "Galugnano una storia minore" Congedo Editore Galatina, 2003. (www.galugnano.it)
- R. De Vita (a cura di), Castelli, torri ed opere fortificate di Puglia, Editoriale Adda, Bari, 1974
- M. Ieva (a cura di), Canosa. Dal territorio al castello, Adda, Bari, 2003
- V. L'Abbate (a cura di), Società, cultura, economia nella Puglia medievale, Bari 1985.
- L. A. Montefusco, Le successioni feudali in Terra d'Otranto, Istituto Araldico salentino, Lecce, 1994
- John Julius Norwich, I Normanni nel Sud 1016-1130, Milano, Ugo Mursia Editore, 1971, SBN IEI0651177.(ed. orig. The Normans in the South 1016-1130. Longmans: Londra, 1967)
- F. Piccarreta – G. Ceraudo, Manuale di aerofotogrammetria archeologica – metodologia, tecniche e applicazioni, EdiPuglia, Bari, 2000
- C. D. Poso, Il Salento normanno. Territorio, istituzioni, società, Itinerari di ricerca storica, Galatina, 1988
- Francesco Maria Pratilli, Della Via Appia riconosciuta e descritta da Roma a Brindisi. Libri IV, Napoli 1745.
- Francesco Maria Pratilli, La Puglia romana: un paesaggio pietrificato, in Quaderni dell'Archivio Storico Pugliese XXI, Bari 1982.
- V. A. Sirago, Il Salento al tempo di Augusto, Brindisi, 1979
- A. Sanasi, Antiche vie del Salento, Congedo editore, Galatina, 1971
- A. Spagnolo, Nuovo annuario di terra d'Otranto, Congedo editore, Galatina, 1957
- F. Tateo (a cura di) Storia di Bari, 6 vol., Bari 1989-1997.
- A. Thomas - Gardner Robert, The Via Traiana, in «Papers of the British School at Rome», n. 8 (1916).
- Maria Stella Calò Mariani (a cura di), Foggia medievale, Claudio Grenzi Editore, Foggia, 1997.
- Fernanda Tinè Bertocchi (a cura di), Le necropoli daunie di Ascoli Satriano e Arpi, Sagep Editrice, Genova, 1985.
- Mimma Pasculli Ferrara (a cura di), Dipinti e affreschi barocchi nelle chiese di Foggia, Edizioni del Rosone, Foggia, 1995.
- Luigi Colapietro (a cura di), Il Restauro del Portale "La Pianara", Edizioni GI.AN., Foggia, 2001.
- Luigi Colapietro e Vincenza Francia (a cura di), Pietre Viventi sui colli della Daunia - Il recupero della Chiesa madre di Pietramontecorvino, EDIGRAF, Foggia,
- Fondazione Banca del Monte Domenico Siniscalco Ceci - Foggia e Foto Cine Club Foggia Benemerito della Fotografia Italiana (a cura di), 1969 - 2009 Quarant' Anni di Storia, Artigrafiche Di Palma e Romano, Foggia,
- Angelica Colucci Ippolito, Arpi, la città perduta, Foggia, Bastogi, 2009. ISBN 978-88-6273-172-0. 238 pagine.
- G.Spini, Disegno storico della civiltà, Edizioni Cremonese, Roma, 1963.
- M.Gismondi,Foggia: la tragica estate;Taranto: la notte più lunga. Dedalo, Bari, 1968.
- L.Cicolella, ... e la morte venne dal cielo. Foggia 1943. Cronistoria di cento giorni di guerra, Bastogi, Foggia, 1973, 1983. (Il libro -fuori commercio- si può consultare presso La Biblioteca Provinciale di Foggia).
- P.Odorico Tempesta, Foggia nelle ore della sua tragedia, Edizione del Rosone, Foggia, 1995.
- A. Guerrieri, La città spezzata: Foggia, quei giorni del '43, Edipuglia, Bari, 1996.
- A.De Santis, L'immane tragedia dell'estate del 1943 a Foggia, Tipografia Valerio De Santis, Foggia, 2007.
- Pietro Mazzeo, Storia di Bari dalle origini alla conquista normanna (1071), Adriatica Editrice, Bari, 2008

### Riviste
- (EN) Higgins, Owen Alexander, Modi, Alessandra, Cannariato, Costanza, Diroma, Maria Angela, Lugli, Federico, Ricci, Stefano, Zaro, Valentina, Vai, Stefania, Vazzana, Antonino, Romandini, Matteo, Yu, He, Boschin, Francesco, Magnone, Luigi, Rossini, Matteo, Di Domenico, Giovanni, Baruffaldi, Fabio, Oxilia, Gregorio, Bortolini, Eugenio, Dellù, Elena, Moroni, Adriana, Ronchitelli, Annamaria, Talamo, Sahra, Müller, Wolfgang, Calattini, Mauro, Nava, Alessia, Posth, Cosimo, Lari, Martina, Bondioli, Luca, Benazzi, Stefano e Caramelli, David, Life history and ancestry of the late Upper Palaeolithic infant from Grotta delle Mura, Italy, in Nature Communications, vol. 15, 2024, DOI:10.1038/s41467-024-51150-x. URL consultato il 30 luglio 2025.